# 2018-as labdarúgó-világbajnokság
A 2018-as labdarúgó-világbajnokság volt a 21. világbajnokság, melyet június 14. és július 15. között rendeztek Oroszországban. A rendező országról 2010. december 2-án döntött a Nemzetközi Labdarúgó-szövetség. Ugyanekkor döntöttek a 2022-es labdarúgó-világbajnokság helyszínéről is.
Oroszország még nem rendezett világbajnokságot, azonban 2014-ben Szocsiban rendezték a téli olimpiát.
Ez volt az első világbajnokság, amelyet Kelet-Európában rendeztek, és a 11. alkalom, hogy Európában. Továbbá egy világbajnokság mérkőzéseit először játszották két földrészen – Európában és Ázsiában. A költségek körülbelül 14,2 milliárd dollárra rúgtak, így a 2018-as volt az addigi legköltségesebb labdarúgó-világbajnokság. Ez volt az első világbajnokság, amin a videóbírót alkalmazták.
A világbajnokságon 32 csapat vett részt, ebből 31 selejtezőn át szerzett részvételi jogot. A rendező Oroszország automatikus résztvevő volt. 20 csapat az előző világbajnokságon is részt vett, Izland és Panama válogatottjai először jutottak ki a világbajnokságra történetük során. Összesen 64 mérkőzést játszottak, 12 helyszínen, 11 városban. A döntőt július 15-én játszották a Luzsnyiki Stadionban, Moszkvában.
A döntőt Franciaország nyerte 4–2-re Horvátország ellen. Franciaország története során másodszor lett világbajnok.

## Pályázatok

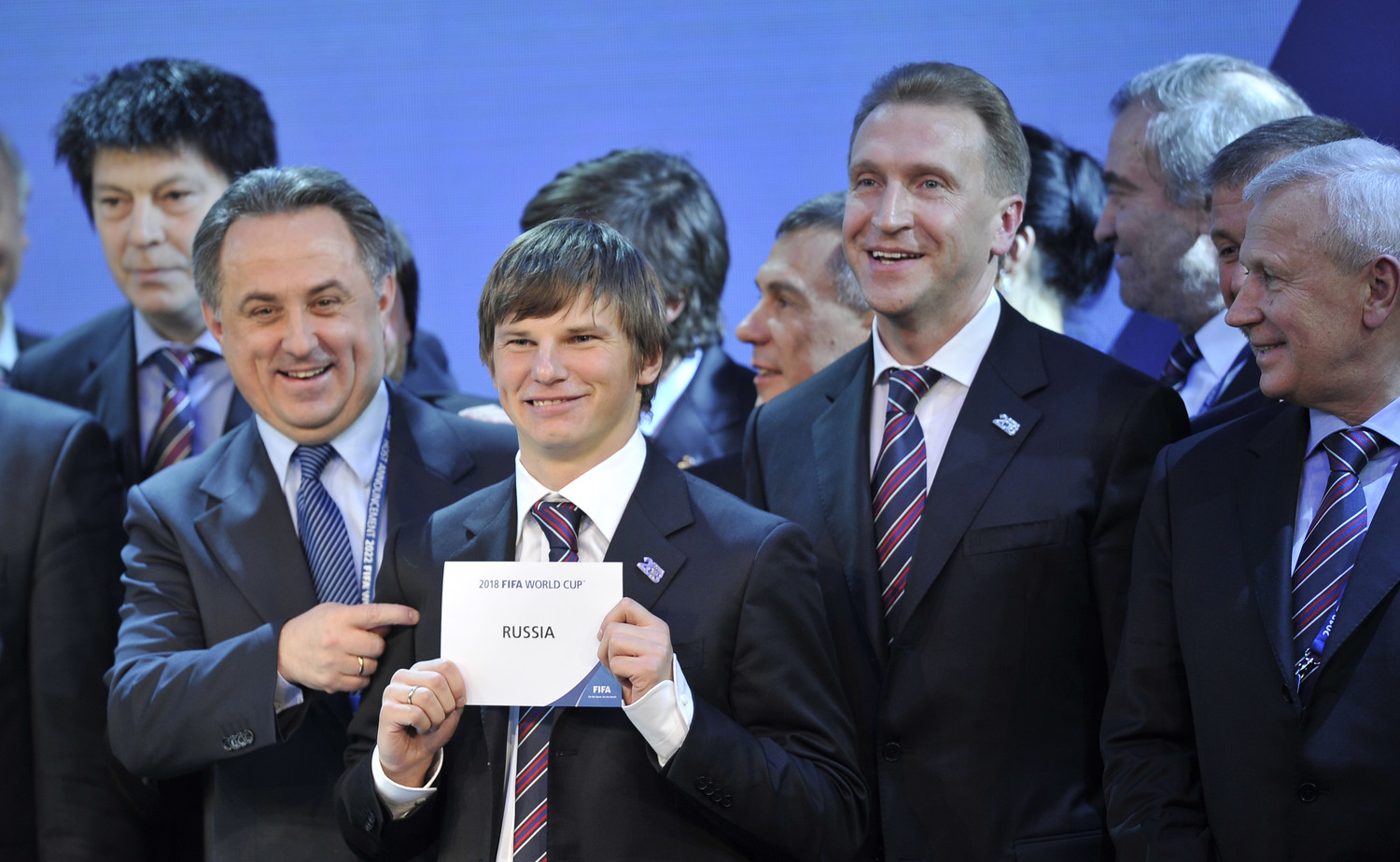
2010. december 2-án kihirdették, hogy
Oroszország a rendező 2018-ban

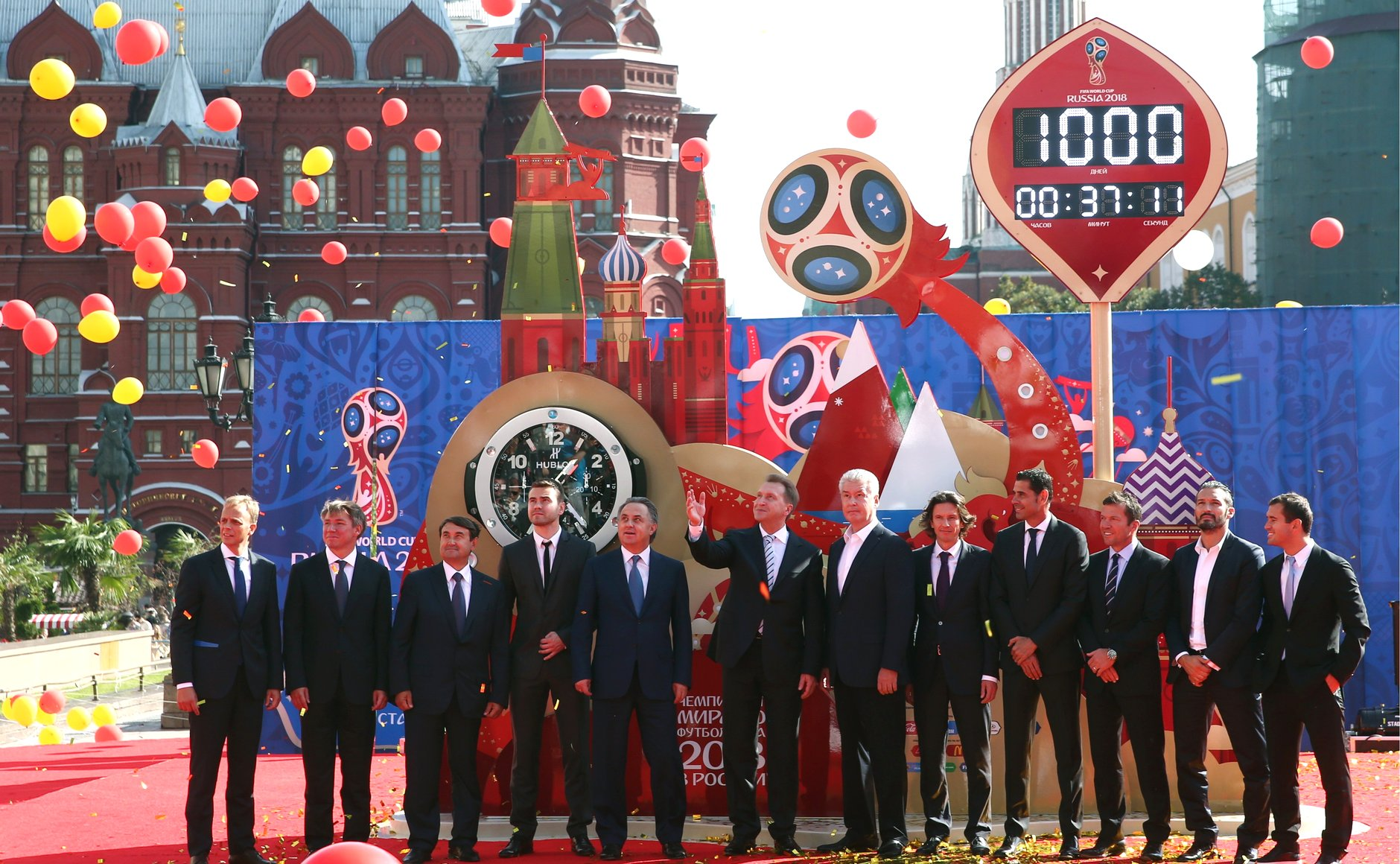
2015. szeptember 18-án megkezdődött
az 1000 napos visszaszámolás

A 2018-as és a 2022-es labdarúgó-világbajnokság rendezésére egyszerre kellett beadni a pályázatokat. A két vb rendezésére 2010. május 14-én összesen kilenc pályázatot nyújtottak be.
A 2018-as vb-re Anglia, Oroszország, valamint közösen Belgium és Hollandia, illetve Spanyolország Portugáliával kandidált.

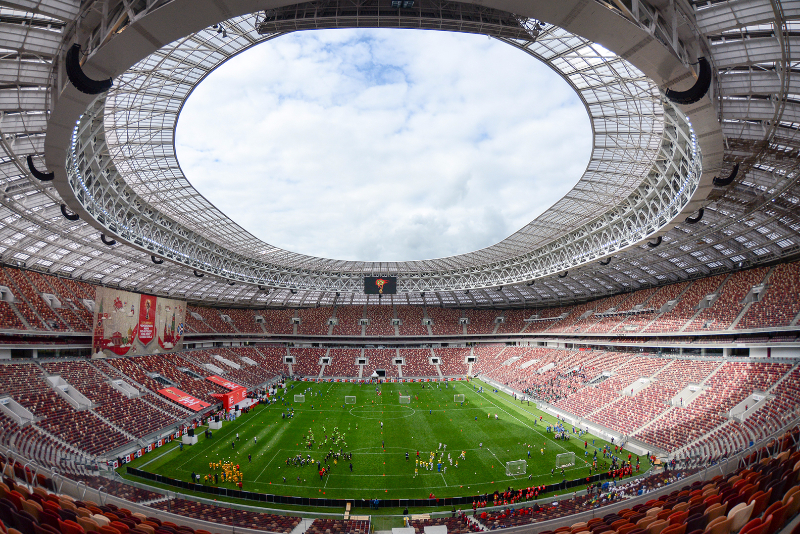
A 2018-as világbajnokság kezdő és záró eseményeinek helye, a Luzsnyiki Stadion

A torna lebonyolításához legalább 12 stadion volt a követelmény. A pályázatban az edzőközpontok, szálláshelyek, biztonsági, egészségügyi megvalósításáról és a világbajnokság lebonyolításáról szóló terveket is részletesen említeni kellett. A pályázóknak kormánygaranciát és a rendező városokkal kötött szerződéseket kellett bemutatniuk, és pénzügyi tervet is készíteniük kellett.

## Rendező
A rendezőről 2010. december 2-án döntött a Nemzetközi Labdarúgó-szövetség. A négy pályázóról a végrehajtó bizottság 22 tagjának szavazatai döntöttek. A rendezés elnyeréséhez egy fordulóban meg kellett szerezni a szavazatok több mint 50%-át. Ha az adott fordulóban nem volt ilyen, akkor a legkevesebb szavazatot kapott pályázat kiesett, és új forduló következett. A szavazás után a végeredményt Joseph Blatter, a FIFA elnöke jelentette be Zürichben. Oroszország pályázata a második fordulóban szerezte meg a szavazatok több mint 50%-át, és ezzel elnyerte a 2018-as labdarúgó-világbajnokság rendezési jogát.
A szavazás eredménye
Az egyes fordulókban a legtöbb szavazat vastagítással kiemelve.
| Pályázat                  | Forduló | Forduló |
| Pályázat                  | 1       | 2       |
| ------------------------- | ------- | ------- |
| Oroszország               | 9       | 13      |
| Spanyolország– Portugália | 7       | 7       |
| Belgium– Hollandia        | 4       | 2       |
| Anglia                    | 2       | –       |

## Helyszínek
A világbajnokság mérkőzéseinek 11 város 12 stadionja adott otthont. A nyitómérkőzést és a döntőt is a moszkvai Luzsnyiki Stadionban rendezték.
| Moszkva                        | Moszkva | Szentpétervár | Szocsi                                   |
| ------------------------------ | --- | --- | ---------------------------------------- |
| Luzsnyiki Stadion              | Otkrityije Aréna (Szpartak Stadion) | Kresztovszkij Stadion (Szentpétervári Stadion) | Fist Olimpiai Stadion (Olimpiai Stadion) |
| Férőhely: 78 011               | Férőhely: 44 190 | Férőhely: 64 468 | Férőhely: 47 659                         |
|                                | | |                                          |
| Szamara                        | Moszkva Szentpétervár Kalinyingrád Nyizsnyij Novgorod Kazany Szamara Volgográd Szaranszk Szocsi Rosztov-na-Donu Jekatyerinburg A világbajnokság helyszínei | Moszkva Szentpétervár Kalinyingrád Nyizsnyij Novgorod Kazany Szamara Volgográd Szaranszk Szocsi Rosztov-na-Donu Jekatyerinburg A világbajnokság helyszínei | Kazany                                   |
| Szamara Aréna (Koszmosz Aréna) | Moszkva Szentpétervár Kalinyingrád Nyizsnyij Novgorod Kazany Szamara Volgográd Szaranszk Szocsi Rosztov-na-Donu Jekatyerinburg A világbajnokság helyszínei | Moszkva Szentpétervár Kalinyingrád Nyizsnyij Novgorod Kazany Szamara Volgográd Szaranszk Szocsi Rosztov-na-Donu Jekatyerinburg A világbajnokság helyszínei | Kazany Aréna                             |
| Férőhely: 41 970               | Moszkva Szentpétervár Kalinyingrád Nyizsnyij Novgorod Kazany Szamara Volgográd Szaranszk Szocsi Rosztov-na-Donu Jekatyerinburg A világbajnokság helyszínei | Moszkva Szentpétervár Kalinyingrád Nyizsnyij Novgorod Kazany Szamara Volgográd Szaranszk Szocsi Rosztov-na-Donu Jekatyerinburg A világbajnokság helyszínei | Férőhely: 42 873                         |
|                                | Moszkva Szentpétervár Kalinyingrád Nyizsnyij Novgorod Kazany Szamara Volgográd Szaranszk Szocsi Rosztov-na-Donu Jekatyerinburg A világbajnokság helyszínei | Moszkva Szentpétervár Kalinyingrád Nyizsnyij Novgorod Kazany Szamara Volgográd Szaranszk Szocsi Rosztov-na-Donu Jekatyerinburg A világbajnokság helyszínei |                                          |
| Rosztov-na-Donu                | Moszkva Szentpétervár Kalinyingrád Nyizsnyij Novgorod Kazany Szamara Volgográd Szaranszk Szocsi Rosztov-na-Donu Jekatyerinburg A világbajnokság helyszínei | Moszkva Szentpétervár Kalinyingrád Nyizsnyij Novgorod Kazany Szamara Volgográd Szaranszk Szocsi Rosztov-na-Donu Jekatyerinburg A világbajnokság helyszínei | Volgográd                                |
| Rosztov Aréna                  | Moszkva Szentpétervár Kalinyingrád Nyizsnyij Novgorod Kazany Szamara Volgográd Szaranszk Szocsi Rosztov-na-Donu Jekatyerinburg A világbajnokság helyszínei | Moszkva Szentpétervár Kalinyingrád Nyizsnyij Novgorod Kazany Szamara Volgográd Szaranszk Szocsi Rosztov-na-Donu Jekatyerinburg A világbajnokság helyszínei | Volgográd Aréna                          |
| Férőhely: 43 472               | Moszkva Szentpétervár Kalinyingrád Nyizsnyij Novgorod Kazany Szamara Volgográd Szaranszk Szocsi Rosztov-na-Donu Jekatyerinburg A világbajnokság helyszínei | Moszkva Szentpétervár Kalinyingrád Nyizsnyij Novgorod Kazany Szamara Volgográd Szaranszk Szocsi Rosztov-na-Donu Jekatyerinburg A világbajnokság helyszínei | Férőhely: 43 713                         |
|                                | Moszkva Szentpétervár Kalinyingrád Nyizsnyij Novgorod Kazany Szamara Volgográd Szaranszk Szocsi Rosztov-na-Donu Jekatyerinburg A világbajnokság helyszínei | Moszkva Szentpétervár Kalinyingrád Nyizsnyij Novgorod Kazany Szamara Volgográd Szaranszk Szocsi Rosztov-na-Donu Jekatyerinburg A világbajnokság helyszínei |                                          |
| Nyizsnyij Novgorod             | Jekatyerinburg | Szaranszk | Kalinyingrád                             |
| Nyizsnyij Novgorod Stadion     | Központi stadion (Jekatyerinburg Aréna) | Mordóvia Aréna | Kalinyingrád Stadion                     |
| Férőhely: 43 319               | Férőhely: 33 061 | Férőhely: 41 685 | Férőhely: 33 973                         |
|                                | | |                                          |

## Selejtezők
A rendező Oroszország automatikus résztvevője volt a világbajnokságnak. Az alábbi táblázat mutatja, hogy az egyes kontinensekről hány csapat juthatott ki a vb-re. A FIFA mind a 208 tagja nevezett. Gibraltárt és Koszovót utólag, 2016-ban adták hozzá az európai selejtezőcsoportokhoz, így összesen 210 csapat játszott selejtezőt. Ez volt az első alkalom a labdarúgó-világbajnokságok történetében, hogy a FIFA valamennyi tagja részt vett a selejtezőben.
Részvételi jogok
| \| Kontinens \| Hely \| \| ------------------------------------------------------------------------------------------------------------------------------------------------------------------------------------------------------------------------------------- \| ------------------------------------------------------------------------------------------------------- \| \| Európa \| 13 hely (Oroszország a rendező jogán automatikus résztvevője a világbajnokságnak, így összesen 14 hely) \| \| Afrika \| 5 hely \| \| Dél-Amerika \| 4 vagy 5 hely \| \| Ázsia \| 4 vagy 5 hely \| \| Észak-Amerika, Közép-Amerika és a Karib-térség \| 3 vagy 4 hely \| \| Óceánia \| 0 vagy 1 hely (nincs biztosított hely) \| \| Megjegyzés: A dél-amerikai 5., az ázsiai 5., az észak-amerikai 4. helyezettnek és az óceániai csoport győztesének interkontinentális pótselejtezőt kellett játszania. Ezeknek a mérkőzéseknek a párosítását sorsolással döntötték el. \| \| | |
| Kontinens | Hely |
| Európa | 13 hely (Oroszország a rendező jogán automatikus résztvevője a világbajnokságnak, így összesen 14 hely) |
| Afrika | 5 hely                                                                                                  |
| Dél-Amerika | 4 vagy 5 hely                                                                                           |
| Ázsia | 4 vagy 5 hely                                                                                           |
| Észak-Amerika, Közép-Amerika és a Karib-térség | 3 vagy 4 hely                                                                                           |
| Óceánia | 0 vagy 1 hely (nincs biztosított hely)                                                                  |
| Megjegyzés: A dél-amerikai 5., az ázsiai 5., az észak-amerikai 4. helyezettnek és az óceániai csoport győztesének interkontinentális pótselejtezőt kellett játszania. Ezeknek a mérkőzéseknek a párosítását sorsolással döntötték el. | |

### Résztvevők
A következő csapatok vettek részt a 2018-as labdarúgó-világbajnokságon:
A kvalifikáció megszerzésének sorrendjében. A "Világbajnoki részvétel" oszlop már tartalmazza a 2018-as labdarúgó-világbajnokságot is.
| Csapat        | Kvalifikáció módja                               | Kvalifikáció időpontja | Világbajnoki részvétel | Utolsó részvétel | Legjobb eredmény                              |
| ------------- | ------------------------------------------------ | ---------------------- | ---------------------- | ---------------- | --------------------------------------------- |
| Oroszország   | Rendező                                          | 2010. december 2.      | 11                     | 2014             | 4. helyezett (1966)                           |
| Brazília      | CONMEBOL, 1. helyezett                           | 2017. március 28.      | 21                     | 2014             | Világbajnok (1958, 1962, 1970, 1994, 2002)    |
| Irán          | AFC, 3. forduló, A csoport győztese              | 2017. június 12.       | 5                      | 2014             | Csoportkör (1978, 1998, 2006, 2014)           |
| Japán         | AFC, 3. forduló, B csoport győztese              | 2017. augusztus 31.    | 6                      | 2014             | Nyolcaddöntő (2002, 2010)                     |
| Mexikó        | CONCACAF, 5. forduló, 1. helyezett               | 2017. szeptember 1.    | 16                     | 2014             | Negyeddöntő (1970, 1986)                      |
| Belgium       | UEFA, H csoport győztese                         | 2017. szeptember 3.    | 13                     | 2014             | 4. helyezett (1986)                           |
| Dél-Korea     | AFC, 3. forduló, A csoport 2. helyezett          | 2017. szeptember 5.    | 10                     | 2014             | 4. helyezett (2002)                           |
| Szaúd-Arábia  | AFC, 3. forduló, B csoport 2. helyezett          | 2017. szeptember 5.    | 5                      | 2006             | Nyolcaddöntő (1994)                           |
| Németország   | UEFA, C csoport győztese                         | 2017. október 5.       | 19                     | 2014             | Világbajnok (1954, 1974, 1990, 2014)          |
| Anglia        | UEFA, F csoport győztese                         | 2017. október 5.       | 15                     | 2014             | Világbajnok (1966)                            |
| Spanyolország | UEFA, G csoport győztese                         | 2017. október 6.       | 15                     | 2014             | Világbajnok (2010)                            |
| Nigéria       | CAF, 3. forduló, B csoport győztese              | 2017. október 7.       | 6                      | 2014             | Nyolcaddöntő (1994, 2010, 2014)               |
| Costa Rica    | CONCACAF, 5. forduló, 2. helyezett               | 2017. október 7.       | 5                      | 2014             | Negyeddöntő (2014)                            |
| Lengyelország | UEFA, E csoport győztese                         | 2017. október 8.       | 8                      | 2006             | 3. helyezett (1974, 1982)                     |
| Egyiptom      | CAF, 3. forduló, E csoport győztese              | 2017. október 8.       | 3                      | 1990             | Nyolcaddöntő (1934)                           |
| Izland        | UEFA, I csoport győztese                         | 2017. október 9.       | 1                      | –                | –                                             |
| Szerbia       | UEFA, D csoport győztese                         | 2017. október 9.       | 12                     | 2010             | 4. helyezett (1930, 1962)                     |
| Portugália    | UEFA, B csoport győztese                         | 2017. október 10.      | 7                      | 2014             | 3. helyezett (1966)                           |
| Franciaország | UEFA, A csoport győztese                         | 2017. október 10.      | 15                     | 2014             | Világbajnok (1998)                            |
| Uruguay       | CONMEBOL, 2. helyezett                           | 2017. október 10.      | 13                     | 2014             | Világbajnok (1930, 1950)                      |
| Argentína     | CONMEBOL, 3. helyezett                           | 2017. október 10.      | 17                     | 2014             | Világbajnok (1978, 1986)                      |
| Kolumbia      | CONMEBOL, 4. helyezett                           | 2017. október 10.      | 6                      | 2014             | Negyeddöntő (2014)                            |
| Panama        | CONCACAF, 5. forduló, 3. helyezett               | 2017. október 10.      | 1                      | –                | –                                             |
| Szenegál      | CAF, 3. forduló, D csoport győztese              | 2017. november 10.     | 2                      | 2002             | Negyeddöntő (2002)                            |
| Marokkó       | CAF, 3. forduló, C csoport győztese              | 2017. november 11.     | 5                      | 1998             | Nyolcaddöntő (1998)                           |
| Tunézia       | CAF, 3. forduló, A csoport győztese              | 2017. november 11.     | 5                      | 2006             | Csoportkör (1978, 1998, 2002, 2006)           |
| Svájc         | UEFA, pótselejtezők                              | 2017. november 12.     | 11                     | 2014             | Negyeddöntő (1934, 1938, 1954)                |
| Horvátország  | UEFA, pótselejtezők                              | 2017. november 12.     | 5                      | 2014             | 3. helyezett (1998)                           |
| Svédország    | UEFA, pótselejtezők                              | 2017. november 13.     | 12                     | 2006             | 2. helyezett (1958)                           |
| Dánia         | UEFA, pótselejtezők                              | 2017. november 14.     | 5                      | 2010             | Negyeddöntő (1998)                            |
| Ausztrália    | Interkontinentális pótselejtezők, CONCACAF – AFC | 2017. november 15.     | 5                      | 2014             | Nyolcaddöntő (2006)                           |
| Peru          | Interkontinentális pótselejtezők, OFC – CONMEBOL | 2017. november 15.     | 5                      | 1982             | Negyeddöntő (1970), Második csoportkör (1978) |

Jegyzetek
1. ↑  Oroszországnak ez a 4. szereplése a világbajnokságokon. Ugyanakkor Oroszország a FIFA szerint a Szovjetunió jogutódja, amely korábban 7-szer szerepelt a világbajnokságokon.
2. ↑  Oroszország legjobb eredménye a csoportkör 1994-ben, 2010-ben és  2014-ben. Ugyanakkor Oroszország a FIFA szerint a Szovjetunió jogutódja, a táblázatban írt eredményt Szovjetunió érte el.
3. ↑  Németország 1951 és 1990 között NSZK-ként, külön szerepelt az NDK-tól.
4. ↑  Szerbiának ez a 2. szereplése a világbajnokságokon. Ugyanakkor Szerbia a FIFA szerint Jugoszlávia és Szerbia és Montenegró jogutódja, amelyek korábban 10-szer szerepeltek a világbajnokságokon.
5. ↑  1930-ban hivatalosan nem játszottak mérkőzést a 3. helyért. Az Egyesült Államok és Jugoszlávia egyaránt kikapott az elődöntőben. Ugyanakkor a FIFA írásaiban 3. és 4. helyezettként szerepelnek a csapatok.[26]

## Sorsolás
A világbajnokság csoportjainak sorsolását 2017. december 1-jén magyar idő szerint 16 órától tartották Moszkvában. A csapatokat nyolc darab négyes csoportba sorsolták.
A 2017. októberi FIFA-világranglista alapján helyezték el a csapatokat a kalapokba. Az első kalapba a rendező Oroszországon kívül (amely az A1 pozíciót is kapta) a legjobb 7 csapat került. A többi kalapba rendre a világranglista helyezések szerint kerültek a csapatok. Azonos konföderációból érkező csapatok nem kerülhettek azonos csoportba, kivéve az európaiakat (UEFA), amelyekből legfeljebb kettő csapat kerülhetett azonos csoportba.
Zárójelben az október 16-án kiadott FIFA-világranglista helyezések:
| 1. kalap | 2. kalap | 3. kalap | 4. kalap |
| --- | --- | --- | --- |
| Oroszország (65.) (rendező) · Németország (1.) · Brazília (2.) · Portugália (3.) · Argentína (4.) · Belgium (5.) · Lengyelország (6.) · Franciaország (7.) | Spanyolország (8.) · Peru (10.) · Svájc (11.) · Anglia (12.) · Kolumbia (13.) · Mexikó (16.) · Uruguay (17.) · Horvátország (18.) | Dánia (19.) · Izland (21.) · Costa Rica (22.) · Svédország (25.) · Tunézia (28.) · Egyiptom (30.) · Szenegál (32.) · Irán (34.) | Szerbia (38.) · Nigéria (41.) · Ausztrália (43.) · Japán (44.) · Marokkó (48.) · Panama (49.) · Dél-Korea (62.) · Szaúd-Arábia (63.) |

## Pénzdíjazás
A világbajnokság 32 résztvevője között összesen 400 millió dollárt osztottak szét. Körönként a következők szerint alakult a díjazás:
| Csoportkör         | 8 millió dollár  |
| Nyolcaddöntő       | 12 millió dollár |
| Negyeddöntő        | 16 millió dollár |
| Negyedik helyezett | 22 millió dollár |
| Harmadik helyezett | 24 millió dollár |
| Második helyezett  | 28 millió dollár |
| Győztes            | 38 millió dollár |

## Játékvezetők
| Afrika - Mehdi Abid Sarif - Malang Diedhiou - Bakary Gassama - Gihád Grísa - Janny Sikazwe - Bamlak Tessema Ázsia - Alirezá Fagáni - Ravshan Ermatov - Mohamed Abdalláh Hasszán Mohamed - Szató Rjúdzsi - Naváf Sukralláh | Európa - Felix Brych - Cüneyt Çakır - Szergej Karaszjov - Björn Kuipers - Szymon Marciniak - Antonio Mateu Lahoz - Milorad Mažić - Gianluca Rocchi - Damir Skomina - Clément Turpin Észak-Amerika - Mark Geiger - Jair Marrufo | Közép-Amerika - Joel Aguilar - Ricardo Montero - John Pitti - César Arturo Ramos Dél-Amerika - Julio Bascuñán - Enrique Cáceres - Andrés Cunha - Néstor Pitana - Sandro Ricci - Wilmar Roldán Óceánia - Matthew Conger - Norbert Hauata |

## Keretek
Minden csapatnak huszonhárom játékost kellett neveznie, akik közül háromnak kapusnak kellett lennie. A végleges listát június 4-ig kellett leadni a szövetségi kapitányoknak. Ha a világbajnokság kezdete előtt sérült meg egy játékos, akkor a FIFA orvosi bizottságának jóváhagyásával le lehetett cserélni, legkésőbb 24 órával az adott válogatott első mérkőzése előtt.
A tornára 311 különböző klubcsapatból érkezett 736 játékos, közülük legtöbben az angol Manchester Cityből, szám szerint 16-an. Az angol válogatott csak a hazai bajnokságban játszó játékosokból állt, míg az izlandi csapat csak egy hazai bajnokságban játszó játékost alkalmazott.
A torna legidősebb játékosa az egyiptomi kapus Eszám el-Hadari volt, aki 1973. január 15-én született, míg a legfiatalabb az 1999. január 4-én született ausztrál Daniel Arzani volt. A legidősebb csapat Costa Rica válogatottja 29,6 éves, míg a legfiatalabb a nigériai válogatott volt a maga 25,9 éves átlagéletkorával. A csapatok közül Szerbia volt a legmagasabb 186,04 cm-es átlagmagassággal, a játékosok közül pedig a belga kapus Thibaut Courtois és a dán hátvéd Jannik Vestergaard a maguk 199 cm-ével. A legalacsonyabb Szaúd-Arábia válogatottja volt 177 cm-es átlagmagassággal, míg a legalacsonyabb játékos az ő középpályásuk, Yahya Al-Shehri 164 cm-rel.

## Csoportkör
Sorrend meghatározása
A csoportok sorrendjét a következők szerint állapították meg (versenyszabályzat 32.5):
1. több szerzett pont az összes mérkőzésen (egy győzelem 3 pont, egy döntetlen 1 pont, egy vereség 0 pont),
2. jobb gólkülönbség az összes mérkőzésen,
3. több lőtt gól az összes mérkőzésen.

Ha két vagy több csapat a fenti három kritérium alapján is azonos eredménnyel áll, akkor a következők szerint kell meghatározni a sorrendet:
1. több szerzett pont az azonosan álló csapatok között lejátszott mérkőzéseken,
2. jobb gólkülönbség az azonosan álló csapatok között lejátszott mérkőzéseken,
3. több lőtt gól az azonosan álló csapatok között lejátszott mérkőzéseken,
4. fair play pontszám (-1 pont egy sárga lapért, -3 pont két sárga lapot követő piros lapért, -4 pont egy azonnali piros lapért, -5 pont egy sárga lap és egy azonnali piros lapért);
5. sorsolás

Az időpontok helyi idő szerint, a zárójelben magyar idő szerint értendők.

### A csoport
| Hely. | Csapat          | M | Gy | D | V | G+ | G– | Gk | P | Továbbjutás                                |
| ----- | --------------- | - | -- | - | - | -- | -- | -- | - | ------------------------------------------ |
| 1.    | Uruguay         | 3 | 3  | 0 | 0 | 5  | 0  | +5 | 9 | Továbbjutott az egyenes kieséses szakaszba |
| 2.    | Oroszország (R) | 3 | 2  | 0 | 1 | 8  | 4  | +4 | 6 | Továbbjutott az egyenes kieséses szakaszba |
| 3.    | Szaúd-Arábia    | 3 | 1  | 0 | 2 | 2  | 7  | −5 | 3 |                                            |
| 4.    | Egyiptom        | 3 | 0  | 0 | 3 | 2  | 6  | −4 | 0 |                                            |

| 2018. június 14. 18:00 (17:00) |

| Oroszország                                                | 5–0               | Szaúd-Arábia |
| ---------------------------------------------------------- | ----------------- | ------------ |
| Gazinszkij 12' Cserisev 43' 90+1' Dzjuba 71' Golovin 90+4' | (2–0) Jegyzőkönyv |              |

| Luzsnyiki Stadion, Moszkva Nézőszám: 78 011 Játékvezető: Néstor Pitana (argentin) |

| 2018. június 15. 17:00 (14:00) |

| Egyiptom | 0–1               | Uruguay     |
| -------- | ----------------- | ----------- |
|          | (0–0) Jegyzőkönyv | Giménez 89' |

| Központi stadion, Jekatyerinburg Nézőszám: 27 015 Játékvezető: Björn Kuipers (holland) |

| 2018. június 19. 21:00 (20:00) |

| Oroszország                               | 3–1               | Egyiptom              |
| ----------------------------------------- | ----------------- | --------------------- |
| Fathi 47' (öngól) Cserisev 59' Dzjuba 62' | (0–0) Jegyzőkönyv | Szaláh 73' (11-esből) |

| Kresztovszkij Stadion, Szentpétervár Nézőszám: 64 468 Játékvezető: Enrique Cáceres (paraguayi) |

| 2018. június 20. 18:00 (17:00) |

| Uruguay    | 1–0               | Szaúd-Arábia |
| ---------- | ----------------- | ------------ |
| Suárez 23' | (1–0) Jegyzőkönyv |              |

| Rosztov Aréna, Rosztov-na-Donu Nézőszám: 42 678 Játékvezető: Clément Turpin (francia) |

| 2018. június 25. 18:00 (16:00) |

| Uruguay                                    | 3–0               | Oroszország          |
| ------------------------------------------ | ----------------- | -------------------- |
| Suárez 10' Cserisev 23' (öngól) Cavani 90' | (2–0) Jegyzőkönyv | Szmolnyikov 27′, 36′ |

| Szamara Aréna, Szamara Nézőszám: 41 970 Játékvezető: Malang Diedhiou (szenegáli) |

| 2018. június 25. 17:00 (16:00) |

| Szaúd-Arábia                               | 2–1               | Egyiptom   |
| ------------------------------------------ | ----------------- | ---------- |
| Al-Faraj 45+6' (11-esből) Al-Dawsari 90+5' | (1–1) Jegyzőkönyv | Szaláh 22' |

| Volgográd Aréna, Volgográd Nézőszám: 36 823 Játékvezető: Wilmar Roldán (kolumbiai) |

### B csoport
| Hely. | Csapat        | M | Gy | D | V | G+ | G– | Gk | P | Továbbjutás                                |
| ----- | ------------- | - | -- | - | - | -- | -- | -- | - | ------------------------------------------ |
| 1.    | Spanyolország | 3 | 1  | 2 | 0 | 6  | 5  | +1 | 5 | Továbbjutott az egyenes kieséses szakaszba |
| 2.    | Portugália    | 3 | 1  | 2 | 0 | 5  | 4  | +1 | 5 | Továbbjutott az egyenes kieséses szakaszba |
| 3.    | Irán          | 3 | 1  | 1 | 1 | 2  | 2  | 0  | 4 |                                            |
| 4.    | Marokkó       | 3 | 0  | 1 | 2 | 2  | 4  | −2 | 1 |                                            |

| 2018. június 15. 18:00 (17:00) |

| Marokkó | 0–1               | Irán                     |
| ------- | ----------------- | ------------------------ |
|         | (0–0) Jegyzőkönyv | Bouhaddouz 90+5' (öngól) |

| Kresztovszkij Stadion, Szentpétervár Nézőszám: 62 548 Játékvezető: Cüneyt Çakır (török) |

| 2018. június 15. 21:00 (20:00) |

| Portugália                    | 3–3               | Spanyolország           |
| ----------------------------- | ----------------- | ----------------------- |
| Ronaldo 4' (11-esből) 44' 88' | (2–1) Jegyzőkönyv | Costa 24' 55' Nacho 58' |

| Olimpiai Stadion, Szocsi Nézőszám: 43 866 Játékvezető: Gianluca Rocchi (olasz) |

| 2018. június 20. 15:00 (14:00) |

| Portugália | 1–0               | Marokkó |
| ---------- | ----------------- | ------- |
| Ronaldo 4' | (1–0) Jegyzőkönyv |         |

| Luzsnyiki Stadion, Moszkva Nézőszám: 78 011 Játékvezető: Mark Geiger (amerikai) |

| 2018. június 20. 21:00 (20:00) |

| Irán | 0–1               | Spanyolország |
| ---- | ----------------- | ------------- |
|      | (0–0) Jegyzőkönyv | Costa 54'     |

| Kazany Aréna, Kazany Nézőszám: 42 718 Játékvezető: Andrés Cunha (uruguayi) |

| 2018. június 25. 21:00 (20:00) |

| Irán                         | 1–1               | Portugália   |
| ---------------------------- | ----------------- | ------------ |
| Anszárifard 90+3' (11-esből) | (0–1) Jegyzőkönyv | Quaresma 45' |

| Mordóvia Aréna, Szaranszk Nézőszám: 41 685 Játékvezető: Enrique Cáceres (paraguayi) |

| 2018. június 25. 20:00 (20:00) |

| Spanyolország        | 2–2               | Marokkó                    |
| -------------------- | ----------------- | -------------------------- |
| Isco 19' Aspas 90+1' | (1–1) Jegyzőkönyv | Boutaïb 14' El-Neszjrí 81' |

| Kalinyingrád Stadion, Kalinyingrád Nézőszám: 33 973 Játékvezető: Ravshan Ermatov (üzbegisztáni) |

### C csoport
| Hely. | Csapat        | M | Gy | D | V | G+ | G– | Gk | P | Továbbjutás                                |
| ----- | ------------- | - | -- | - | - | -- | -- | -- | - | ------------------------------------------ |
| 1.    | Franciaország | 3 | 2  | 1 | 0 | 3  | 1  | +2 | 7 | Továbbjutott az egyenes kieséses szakaszba |
| 2.    | Dánia         | 3 | 1  | 2 | 0 | 2  | 1  | +1 | 5 | Továbbjutott az egyenes kieséses szakaszba |
| 3.    | Peru          | 3 | 1  | 0 | 2 | 2  | 2  | 0  | 3 |                                            |
| 4.    | Ausztrália    | 3 | 0  | 1 | 2 | 2  | 5  | −3 | 1 |                                            |

| 2018. június 16. 13:00 (12:00) |

| Franciaország                               | 2–1               | Ausztrália             |
| ------------------------------------------- | ----------------- | ---------------------- |
| Griezmann 58' (11-esből) Behich 81' (öngól) | (0–0) Jegyzőkönyv | Jedinak 62' (11-esből) |

| Kazany Aréna, Kazany Nézőszám: 41 279 Játékvezető: Andrés Cunha (uruguayi) |

| 2018. június 16. 19:00 (18:00) |

| Peru | 0–1               | Dánia       |
| ---- | ----------------- | ----------- |
|      | (0–0) Jegyzőkönyv | Poulsen 59' |

| Mordóvia Aréna, Szaranszk Nézőszám: 40 502 Játékvezető: Bakary Gassama (gambiai) |

| 2018. június 21. 16:00 (14:00) |

| Dánia      | 1–1               | Ausztrália             |
| ---------- | ----------------- | ---------------------- |
| Eriksen 7' | (1–1) Jegyzőkönyv | Jedinak 38' (11-esből) |

| Szamara Aréna, Szamara Nézőszám: 40 727 Játékvezető: Antonio Mateu Lahoz (spanyol) |

| 2018. június 21. 20:00 (17:00) |

| Franciaország | 1–0               | Peru |
| ------------- | ----------------- | ---- |
| Mbappé 34'    | (1–0) Jegyzőkönyv |      |

| Központi stadion, Jekatyerinburg Nézőszám: 32 789 Játékvezető: Mohamed Abdalláh Hasszán Mohamed (egyesült arab emírségekbeli) |

| 2018. június 26. 17:00 (16:00) |

| Dánia | 0–0         | Franciaország |
| ----- | ----------- | ------------- |
|       | Jegyzőkönyv |               |

| Luzsnyiki Stadion, Moszkva Nézőszám: 78 011 Játékvezető: Sandro Ricci (brazil) |

| 2018. június 26. 17:00 (16:00) |

| Ausztrália | 0–2               | Peru                      |
| ---------- | ----------------- | ------------------------- |
|            | (0–1) Jegyzőkönyv | Carrillo 18' Guerrero 50' |

| Olimpiai Stadion, Szocsi Nézőszám: 44 073 Játékvezető: Szergej Karaszjov (orosz) |

### D csoport
| Hely. | Csapat       | M | Gy | D | V | G+ | G– | Gk | P | Továbbjutás                                |
| ----- | ------------ | - | -- | - | - | -- | -- | -- | - | ------------------------------------------ |
| 1.    | Horvátország | 3 | 3  | 0 | 0 | 7  | 1  | +6 | 9 | Továbbjutott az egyenes kieséses szakaszba |
| 2.    | Argentína    | 3 | 1  | 1 | 1 | 3  | 5  | −2 | 4 | Továbbjutott az egyenes kieséses szakaszba |
| 3.    | Nigéria      | 3 | 1  | 0 | 2 | 3  | 4  | −1 | 3 |                                            |
| 4.    | Izland       | 3 | 0  | 1 | 2 | 2  | 5  | −3 | 1 |                                            |

| 2018. június 16. 16:00 (15:00) |

| Argentína  | 1–1               | Izland          |
| ---------- | ----------------- | --------------- |
| Agüero 19' | (1–1) Jegyzőkönyv | Finnbogason 23' |

| Otkrityije Aréna, Moszkva Nézőszám: 44 190 Játékvezető: Szymon Marciniak (lengyel) |

| 2018. június 16. 21:00 (21:00) |

| Horvátország                            | 2–0               | Nigéria |
| --------------------------------------- | ----------------- | ------- |
| Etebo 32' (öngól) Modrić 71' (11-esből) | (1–0) Jegyzőkönyv |         |

| Kalinyingrád Stadion, Kalinyingrád Nézőszám: 31 136 Játékvezető: Sandro Ricci (brazil) |

| 2018. június 21. 21:00 (20:00) |

| Argentína | 0–3               | Horvátország                       |
| --------- | ----------------- | ---------------------------------- |
|           | (0–0) Jegyzőkönyv | Rebić 53' Modrić 80' Rakitić 90+1' |

| Nyizsnyij Novgorod Stadion, Nyizsnyij Novgorod Nézőszám: 43 319 Játékvezető: Ravshan Ermatov (üzbegisztáni) |

| 2018. június 22. 18:00 (17:00) |

| Nigéria      | 2–0               | Izland |
| ------------ | ----------------- | ------ |
| Musa 49' 75' | (0–0) Jegyzőkönyv |        |

| Volgográd Aréna, Volgográd Nézőszám: 40 904 Játékvezető: Matthew Conger (új-zélandi) |

| 2018. június 26. 21:00 (20:00) |

| Nigéria              | 1–2               | Argentína          |
| -------------------- | ----------------- | ------------------ |
| Moses 51' (11-esből) | (0–1) Jegyzőkönyv | Messi 14' Rojo 87' |

| Kresztovszkij Stadion, Szentpétervár Nézőszám: 64 468 Játékvezető: Cüneyt Çakır (török) |

| 2018. június 26. 21:00 (20:00) |

| Izland                       | 1–2               | Horvátország           |
| ---------------------------- | ----------------- | ---------------------- |
| G. Sigurðsson 76' (11-esből) | (0–0) Jegyzőkönyv | Badelj 53' Perišić 90' |

| Rosztov Aréna, Rosztov-na-Donu Nézőszám: 43 472 Játékvezető: Antonio Mateu Lahoz (spanyol) |

### E csoport
| Hely. | Csapat     | M | Gy | D | V | G+ | G– | Gk | P | Továbbjutás                                |
| ----- | ---------- | - | -- | - | - | -- | -- | -- | - | ------------------------------------------ |
| 1.    | Brazília   | 3 | 2  | 1 | 0 | 5  | 1  | +4 | 7 | Továbbjutott az egyenes kieséses szakaszba |
| 2.    | Svájc      | 3 | 1  | 2 | 0 | 5  | 4  | +1 | 5 | Továbbjutott az egyenes kieséses szakaszba |
| 3.    | Szerbia    | 3 | 1  | 0 | 2 | 2  | 4  | −2 | 3 |                                            |
| 4.    | Costa Rica | 3 | 0  | 1 | 2 | 2  | 5  | −3 | 1 |                                            |

| 2018. június 17. 16:00 (14:00) |

| Costa Rica | 0–1               | Szerbia     |
| ---------- | ----------------- | ----------- |
|            | (0–0) Jegyzőkönyv | Kolarov 56' |

| Szamara Aréna, Szamara Nézőszám: 41 432 Játékvezető: Malang Diedhiou (szenegáli) |

| 2018. június 17. 21:00 (20:00) |

| Brazília     | 1–1               | Svájc     |
| ------------ | ----------------- | --------- |
| Coutinho 20' | (1–0) Jegyzőkönyv | Zuber 50' |

| Rosztov Aréna, Rosztov-na-Donu Nézőszám: 43 109 Játékvezető: César Arturo Ramos (mexikói) |

| 2018. június 22. 15:00 (14:00) |

| Brazília                    | 2–0               | Costa Rica |
| --------------------------- | ----------------- | ---------- |
| Coutinho 90+1' Neymar 90+7' | (0–0) Jegyzőkönyv |            |

| Kresztovszkij Stadion, Szentpétervár Nézőszám: 64 468 Játékvezető: Björn Kuipers (holland) |

| 2018. június 22. 20:00 (20:00) |

| Szerbia     | 1–2               | Svájc                 |
| ----------- | ----------------- | --------------------- |
| Mitrović 5' | (1–0) Jegyzőkönyv | Xhaka 52' Shaqiri 90' |

| Kalinyingrád Stadion, Kalinyingrád Nézőszám: 33 167 Játékvezető: Felix Brych (német) |

| 2018. június 27. 21:00 (20:00) |

| Szerbia | 0–2               | Brazília                      |
| ------- | ----------------- | ----------------------------- |
|         | (0–1) Jegyzőkönyv | Paulinho 36' Thiago Silva 68' |

| Otkrityije Aréna, Moszkva Nézőszám: 44 190 Játékvezető: Alirezá Fagáni (iráni) |

| 2018. június 27. 21:00 (20:00) |

| Svájc                  | 2–2               | Costa Rica                      |
| ---------------------- | ----------------- | ------------------------------- |
| Džemaili 31' Drmić 88' | (1–0) Jegyzőkönyv | Waston 56' Sommer 90+3' (öngól) |

| Nyizsnyij Novgorod Stadion, Nyizsnyij Novgorod Nézőszám: 43 319 Játékvezető: Clément Turpin (francia) |

### F csoport
| Hely. | Csapat      | M | Gy | D | V | G+ | G– | Gk | P | Továbbjutás                                |
| ----- | ----------- | - | -- | - | - | -- | -- | -- | - | ------------------------------------------ |
| 1.    | Svédország  | 3 | 2  | 0 | 1 | 5  | 2  | +3 | 6 | Továbbjutott az egyenes kieséses szakaszba |
| 2.    | Mexikó      | 3 | 2  | 0 | 1 | 3  | 4  | −1 | 6 | Továbbjutott az egyenes kieséses szakaszba |
| 3.    | Dél-Korea   | 3 | 1  | 0 | 2 | 3  | 3  | 0  | 3 |                                            |
| 4.    | Németország | 3 | 1  | 0 | 2 | 2  | 4  | −2 | 3 |                                            |

| 2018. június 17. 18:00 (17:00) |

| Németország | 0–1               | Mexikó     |
| ----------- | ----------------- | ---------- |
|             | (0–1) Jegyzőkönyv | Lozano 35' |

| Luzsnyiki Stadion, Moszkva Nézőszám: 78 011 Játékvezető: Alirezá Fagáni (iráni) |

| 2018. június 18. 15:00 (14:00) |

| Svédország               | 1–0               | Dél-Korea |
| ------------------------ | ----------------- | --------- |
| Granqvist 65' (11-esből) | (0–0) Jegyzőkönyv |           |

| Nyizsnyij Novgorod Stadion, Nyizsnyij Novgorod Nézőszám: 42 300 Játékvezető: Joel Aguilar (salvadori) |

| 2018. június 23. 18:00 (17:00) |

| Dél-Korea          | 1–2               | Mexikó                            |
| ------------------ | ----------------- | --------------------------------- |
| Szon Hungmin 90+3' | (0–1) Jegyzőkönyv | Vela 26' (11-esből) Hernández 66' |

| Rosztov Aréna, Rosztov-na-Donu Nézőszám: 43 472 Játékvezető: Milorad Mažić (szerb) |

| 2018. június 23. 21:00 (20:00) |

| Németország                           | 2–1               | Svédország   |
| ------------------------------------- | ----------------- | ------------ |
| Reus 48' Boateng 71′, 82′ Kroos 90+5' | (0–1) Jegyzőkönyv | Toivonen 32' |

| Olimpiai Stadion, Szocsi Nézőszám: 44 287 Játékvezető: Szymon Marciniak (lengyel) |

| 2018. június 27. 17:00 (16:00) |

| Dél-Korea                             | 2–0               | Németország |
| ------------------------------------- | ----------------- | ----------- |
| Kim Jonggvon 90+3' Szon Hungmin 90+6' | (0–0) Jegyzőkönyv |             |

| Kazany Aréna, Kazany Nézőszám: 41 835 Játékvezető: Mark Geiger (amerikai) |

| 2018. június 27. 19:00 (16:00) |

| Mexikó | 0–3               | Svédország                                                    |
| ------ | ----------------- | ------------------------------------------------------------- |
|        | (0–0) Jegyzőkönyv | Augustinsson 50' Granqvist 62' (11-esből) Álvarez 74' (öngól) |

| Központi stadion, Jekatyerinburg Nézőszám: 33 061 Játékvezető: Néstor Pitana (argentin) |

### G csoport
| Hely. | Csapat  | M | Gy | D | V | G+ | G– | Gk | P | Továbbjutás                                |
| ----- | ------- | - | -- | - | - | -- | -- | -- | - | ------------------------------------------ |
| 1.    | Belgium | 3 | 3  | 0 | 0 | 9  | 2  | +7 | 9 | Továbbjutott az egyenes kieséses szakaszba |
| 2.    | Anglia  | 3 | 2  | 0 | 1 | 8  | 3  | +5 | 6 | Továbbjutott az egyenes kieséses szakaszba |
| 3.    | Tunézia | 3 | 1  | 0 | 2 | 5  | 8  | −3 | 3 |                                            |
| 4.    | Panama  | 3 | 0  | 0 | 3 | 2  | 11 | −9 | 0 |                                            |

| 2018. június 18. 18:00 (17:00) |

| Belgium                    | 3–0               | Panama |
| -------------------------- | ----------------- | ------ |
| Mertens 47' Lukaku 69' 75' | (0–0) Jegyzőkönyv |        |

| Olimpiai Stadion, Szocsi Nézőszám: 43 257 Játékvezető: Janny Sikazwe (zambiai) |

| 2018. június 18. 21:00 (20:00) |

| Tunézia               | 1–2               | Anglia         |
| --------------------- | ----------------- | -------------- |
| Szászí 35' (11-esből) | (1–1) Jegyzőkönyv | Kane 11' 90+1' |

| Volgográd Aréna, Volgográd Nézőszám: 41 064 Játékvezető: Wilmar Roldán (kolumbiai) |

| 2018. június 23. 15:00 (14:00) |

| Belgium                                                 | 5–2               | Tunézia               |
| ------------------------------------------------------- | ----------------- | --------------------- |
| Hazard 6' (11-esből) 51' Lukaku 16' 45+3' Batshuayi 90' | (3–1) Jegyzőkönyv | Bronn 18' Hazrí 90+3' |

| Otkrityije Aréna, Moszkva Nézőszám: 44 190 Játékvezető: Jair Marrufo (amerikai) |

| 2018. június 24. 15:00 (14:00) |

| Anglia                                                             | 6–1               | Panama    |
| ------------------------------------------------------------------ | ----------------- | --------- |
| Stones 8' 40' Kane 22' (11-esből) 45+1' (11-esből) 62' Lingard 36' | (5–0) Jegyzőkönyv | Baloy 78' |

| Nyizsnyij Novgorod Stadion, Nyizsnyij Novgorod Nézőszám: 43 319 Játékvezető: Gihád Grísa (egyiptomi) |

| 2018. június 28. 20:00 (20:00) |

| Anglia | 0–1               | Belgium     |
| ------ | ----------------- | ----------- |
|        | (0–0) Jegyzőkönyv | Januzaj 51' |

| Kalinyingrád Stadion, Kalinyingrád Nézőszám: 33 973 Játékvezető: Damir Skomina (szlovén) |

| 2018. június 28. 21:00 (20:00) |

| Panama             | 1–2               | Tunézia                      |
| ------------------ | ----------------- | ---------------------------- |
| Meriah 33' (öngól) | (1–0) Jegyzőkönyv | F. Ben Youssef 51' Hazrí 66' |

| Mordóvia Aréna, Szaranszk Nézőszám: 37 168 Játékvezető: Naváf Sukralláh (bahreini) |

### H csoport
| Hely. | Csapat        | M | Gy | D | V | G+ | G– | Gk | P | Továbbjutás                                |
| ----- | ------------- | - | -- | - | - | -- | -- | -- | - | ------------------------------------------ |
| 1.    | Kolumbia      | 3 | 2  | 0 | 1 | 5  | 2  | +3 | 6 | Továbbjutott az egyenes kieséses szakaszba |
| 2.    | Japán         | 3 | 1  | 1 | 1 | 4  | 4  | 0  | 4 | Továbbjutott az egyenes kieséses szakaszba |
| 3.    | Szenegál      | 3 | 1  | 1 | 1 | 4  | 4  | 0  | 4 |                                            |
| 4.    | Lengyelország | 3 | 1  | 0 | 2 | 2  | 5  | −3 | 3 |                                            |

1. 1 2  Fair play-pont: Japán −4, Szenegál −6.

| 2018. június 19. 15:00 (14:00) |

| Kolumbia                   | 1–2               | Japán                           |
| -------------------------- | ----------------- | ------------------------------- |
| C. Sánchez 3′ Quintero 39' | (1–1) Jegyzőkönyv | Kagava 6' (11-esből) Ószako 73' |

| Mordóvia Aréna, Szaranszk Nézőszám: 40 842 Játékvezető: Damir Skomina (szlovén) |

| 2018. június 19. 18:00 (17:00) |

| Lengyelország  | 1–2               | Szenegál                     |
| -------------- | ----------------- | ---------------------------- |
| Krychowiak 86' | (0–1) Jegyzőkönyv | Cionek 37' (öngól) Niang 60' |

| Otkrityije Aréna, Moszkva Nézőszám: 44 190 Játékvezető: Naváf Sukralláh (bahreini) |

| 2018. június 24. 20:00 (17:00) |

| Japán              | 2–2               | Szenegál           |
| ------------------ | ----------------- | ------------------ |
| Inui 34' Honda 78' | (1–1) Jegyzőkönyv | Mané 11' Wagué 71' |

| Központi stadion, Jekatyerinburg Nézőszám: 32 572 Játékvezető: Gianluca Rocchi (olasz) |

| 2018. június 24. 21:00 (20:00) |

| Lengyelország | 0–3               | Kolumbia                             |
| ------------- | ----------------- | ------------------------------------ |
|               | (0–1) Jegyzőkönyv | Mina 40' Falcao 70' Ju. Cuadrado 75' |

| Kazany Aréna, Kazany Nézőszám: 42 873 Játékvezető: César Arturo Ramos (mexikói) |

| 2018. június 28. 17:00 (16:00) |

| Japán | 0–1               | Lengyelország |
| ----- | ----------------- | ------------- |
|       | (0–0) Jegyzőkönyv | Bednarek 59'  |

| Volgográd Aréna, Volgográd Nézőszám: 42 189 Játékvezető: Janny Sikazwe (zambiai) |

| 2018. június 28. 18:00 (16:00) |

| Szenegál | 0–1               | Kolumbia |
| -------- | ----------------- | -------- |
|          | (0–0) Jegyzőkönyv | Mina 74' |

| Szamara Aréna, Szamara Nézőszám: 41 970 Játékvezető: Milorad Mažić (szerb) |

## Egyenes kieséses szakasz
Az egyenes kieséses szakaszban az a tizenhat csapat vett részt, amelyik a csoportkör során a saját csoportja első két helyének valamelyikén végzett.
Az egyes találkozók győztes csapatai jutottak tovább a következő körbe. Ha a rendes játékidő végén döntetlen volt az eredmény, akkor 2×15 perces hosszabbítás következett. Ha a hosszabbítás után is egyenlő volt az állás, akkor büntetőpárbajra került sor. A hosszabbítás során egy negyedik cserejátékos beküldésére is volt lehetőség.
A sárga lapokat a negyeddöntőket követően törölték. Amelyik játékos a negyeddöntőt megelőző valamelyik mérkőzésen és a negyeddöntőben egy-egy sárga lapot kapott, valamint ha a negyeddöntőben kiállították, az nem játszhatott az elődöntőben.
|  |                                  |               |                    |                                |                     |                     |                                  |               |               |               |                            |                            |                            |  |  |       |       |       |
|  | Nyolcaddöntők                    | Nyolcaddöntők | Nyolcaddöntők      |                                |                     | Negyeddöntők        | Negyeddöntők                     | Negyeddöntők  |               |               | Elődöntők                  | Elődöntők                  | Elődöntők                  |  |  | Döntő | Döntő | Döntő |
|  | Nyolcaddöntők                    | Nyolcaddöntők | Nyolcaddöntők      |                                |                     | Negyeddöntők        | Negyeddöntők                     | Negyeddöntők  |               |               | Elődöntők                  | Elődöntők                  | Elődöntők                  |  |  | Döntő | Döntő | Döntő |
|  | június 30. – Szocsi              |               |                    |                                |                     |                     |                                  |               |               |               |                            |                            |                            |  |  |       |       |       |
|  |                                  |               |                    |                                |                     |                     |                                  |               |               |               |                            |                            |                            |  |  |       |       |       |
|  | A1                               | Uruguay       | 2                  |                                |                     |                     |                                  |               |               |               |                            |                            |                            |  |  |       |       |       |
|  | A1                               | Uruguay       | 2                  | július 6. – Nyizsnyij Novgorod |                     |                     |                                  |               |               |               |                            |                            |                            |  |  |       |       |       |
|  | B2                               | Portugália    | 1                  |                                |                     |                     |                                  |               |               |               |                            |                            |                            |  |  |       |       |       |
|  | B2                               | Portugália    | 1                  |                                |                     | Uruguay             | Uruguay                          | 0             |               |               |                            |                            |                            |  |  |       |       |       |
|  | június 30. – Kazany              |               |                    |                                |                     | Uruguay             | Uruguay                          | 0             |               |               |                            |                            |                            |  |  |       |       |       |
|  |                                  |               | Franciaország      | Franciaország                  | 2                   |                     |                                  |               |               |               |                            |                            |                            |  |  |       |       |       |
|  | C1                               | Franciaország | Franciaország      | Franciaország                  | 2                   | 4                   |                                  |               |               |               |                            |                            |                            |  |  |       |       |       |
|  | C1                               | Franciaország |                    |                                |                     | 4                   | július 10. – Szentpétervár       |               |               |               |                            |                            |                            |  |  |       |       |       |
|  | D2                               | Argentína     | 3                  |                                |                     |                     |                                  |               |               |               |                            |                            |                            |  |  |       |       |       |
|  | D2                               | Argentína     | 3                  |                                |                     | Franciaország       | Franciaország                    | 1             |               |               |                            |                            |                            |  |  |       |       |       |
|  | július 2. – Szamara              |               |                    |                                |                     | Franciaország       | Franciaország                    | 1             |               |               |                            |                            |                            |  |  |       |       |       |
|  |                                  |               | Belgium            | Belgium                        | 0                   |                     |                                  |               |               |               |                            |                            |                            |  |  |       |       |       |
|  | E1                               | Brazília      | Belgium            | Belgium                        | 0                   | 2                   |                                  |               |               |               |                            |                            |                            |  |  |       |       |       |
|  | E1                               | Brazília      | július 6. – Kazany |                                |                     | 2                   |                                  |               |               |               |                            |                            |                            |  |  |       |       |       |
|  | F2                               | Mexikó        | 0                  |                                |                     |                     |                                  |               |               |               |                            |                            |                            |  |  |       |       |       |
|  | F2                               | Mexikó        | 0                  |                                |                     | Brazília            | Brazília                         | 1             |               |               |                            |                            |                            |  |  |       |       |       |
|  | július 2. – Rosztov-na-Donu      |               |                    |                                |                     | Brazília            | Brazília                         | 1             |               |               |                            |                            |                            |  |  |       |       |       |
|  |                                  |               | Belgium            | Belgium                        | 2                   |                     |                                  |               |               |               |                            |                            |                            |  |  |       |       |       |
|  | G1                               | Belgium       | Belgium            | Belgium                        | 2                   | 3                   |                                  |               |               |               |                            |                            |                            |  |  |       |       |       |
|  | G1                               | Belgium       |                    |                                |                     | 3                   | július 15. – Moszkva (Luzsnyiki) |               |               |               |                            |                            |                            |  |  |       |       |       |
|  | H2                               | Japán         | 2                  |                                |                     |                     |                                  |               |               |               |                            |                            |                            |  |  |       |       |       |
|  | H2                               | Japán         | 2                  |                                |                     | Franciaország       | Franciaország                    | 4             |               |               |                            |                            |                            |  |  |       |       |       |
|  | július 1. – Moszkva (Luzsnyiki)  |               |                    |                                |                     | Franciaország       | Franciaország                    | 4             |               |               |                            |                            |                            |  |  |       |       |       |
|  |                                  |               | Horvátország       | Horvátország                   | 2                   |                     |                                  |               |               |               |                            |                            |                            |  |  |       |       |       |
|  | B1                               | Spanyolország | Horvátország       | Horvátország                   | 2                   | 1 (3)               |                                  |               |               |               |                            |                            |                            |  |  |       |       |       |
|  | B1                               | Spanyolország | július 7. – Szocsi |                                |                     | 1 (3)               |                                  |               |               |               |                            |                            |                            |  |  |       |       |       |
|  | A2                               | Oroszország   | 1 (4)              |                                |                     |                     |                                  |               |               |               |                            |                            |                            |  |  |       |       |       |
|  | A2                               | Oroszország   | 1 (4)              |                                |                     | Oroszország         | Oroszország                      | 1 (3)         |               |               |                            |                            |                            |  |  |       |       |       |
|  | július 1. – Nyizsnyij Novgorod   |               |                    |                                |                     | Oroszország         | Oroszország                      | 1 (3)         |               |               |                            |                            |                            |  |  |       |       |       |
|  |                                  |               | Horvátország       | Horvátország                   | 1 (4)               |                     |                                  |               |               |               |                            |                            |                            |  |  |       |       |       |
|  | D1                               | Horvátország  | Horvátország       | Horvátország                   | 1 (4)               | 1 (3)               |                                  |               |               |               |                            |                            |                            |  |  |       |       |       |
|  | D1                               | Horvátország  |                    |                                |                     | 1 (3)               | július 11. – Moszkva (Luzsnyiki) |               |               |               |                            |                            |                            |  |  |       |       |       |
|  | C2                               | Dánia         | 1 (2)              |                                |                     |                     |                                  |               |               |               |                            |                            |                            |  |  |       |       |       |
|  | C2                               | Dánia         | 1 (2)              |                                |                     | Horvátország        | Horvátország                     | 2             |               |               |                            |                            |                            |  |  |       |       |       |
|  | július 3. – Szentpétervár        |               |                    |                                |                     | Horvátország        | Horvátország                     | 2             |               |               |                            |                            |                            |  |  |       |       |       |
|  |                                  |               | Anglia             | Anglia                         | 1                   |                     |                                  | Bronzmérkőzés | Bronzmérkőzés | Bronzmérkőzés |                            |                            |                            |  |  |       |       |       |
|  | F1                               | Svédország    | Anglia             | Anglia                         | 1                   | 1                   |                                  |               |               | Bronzmérkőzés |                            |                            |                            |  |  |       |       |       |
|  | F1                               | Svédország    |                    |                                | július 7. – Szamara | július 7. – Szamara | július 7. – Szamara              |               |               |               | július 14. – Szentpétervár | július 14. – Szentpétervár | július 14. – Szentpétervár |  |  |       |       |       |
|  | E2                               | Svájc         | 0                  |                                | július 7. – Szamara | július 7. – Szamara | július 7. – Szamara              |               |               |               | július 14. – Szentpétervár | július 14. – Szentpétervár | július 14. – Szentpétervár |  |  |       |       |       |
|  | E2                               | Svájc         | 0                  |                                |                     | Svédország          | Svédország                       | 0             | Belgium       | Belgium       | 2                          |                            |                            |  |  |       |       |       |
|  | július 3. – Moszkva (Otkrityije) |               |                    |                                |                     | Svédország          | Svédország                       | 0             | Belgium       | Belgium       | 2                          |                            |                            |  |  |       |       |       |
|  |                                  |               | Anglia             | Anglia                         | 2                   |                     |                                  | Anglia        | Anglia        | 0             |                            |                            |                            |  |  |       |       |       |
|  | H1                               | Kolumbia      | Anglia             | Anglia                         | 2                   | 1 (3)               |                                  | Anglia        | Anglia        | 0             |                            |                            |                            |  |  |       |       |       |
|  | H1                               | Kolumbia      |                    |                                |                     |                     |                                  |               |               |               |                            |                            |                            |  |  |       |       |       |
|  | G2                               | Anglia        | 1 (4)              |                                |                     |                     |                                  |               |               |               |                            |                            |                            |  |  |       |       |       |
|  | G2                               | Anglia        | 1 (4)              |                                |                     |                     |                                  |               |               |               |                            |                            |                            |  |  |       |       |       |

### Nyolcaddöntők
| 2018. június 30. 17:00 (16:00) |

| Franciaország                                      | 4–3               | Argentína                             |
| -------------------------------------------------- | ----------------- | ------------------------------------- |
| Griezmann 13' (11-esből) Pavard 57' Mbappé 64' 68' | (1–1) Jegyzőkönyv | Di María 41' Mercado 48' Agüero 90+3' |

| Kazany Aréna, Kazany Nézőszám: 42 873 Játékvezető: Alirezá Fagáni (iráni) |

| 2018. június 30. 21:00 (20:00) |

| Uruguay       | 2–1               | Portugália |
| ------------- | ----------------- | ---------- |
| Cavani 7' 62' | (1–0) Jegyzőkönyv | Pepe 55'   |

| Olimpiai Stadion, Szocsi Nézőszám: 44 287 Játékvezető: César Arturo Ramos (mexikói) |

| 2018. július 1. 17:00 (16:00) |

| Spanyolország                  | 1–1 (h. u.)                 | Oroszország                         |
| ------------------------------ | --------------------------- | ----------------------------------- |
| Ignasevics 12' (öngól)         | (1–1, 1–1, 1–1) Jegyzőkönyv | Dzjuba 41' (11-esből)               |
| Büntetőpárbaj                  |                             |                                     |
| Iniesta Piqué Koke Ramos Aspas | 3–4                         | Szmolov Ignasevics Golovin Cserisev |

| Luzsnyiki Stadion, Moszkva Nézőszám: 78 011 Játékvezető: Björn Kuipers (holland) |

| 2018. július 1. 21:00 (20:00) |

| Horvátország                           | 1–1 (h. u.)                 | Dánia                                        |
| -------------------------------------- | --------------------------- | -------------------------------------------- |
| Mandžukić 4'                           | (1–1, 1–1, 1–1) Jegyzőkönyv | M. Jørgensen 1'                              |
| Büntetőpárbaj                          |                             |                                              |
| Badelj Kramarić Modrić Pivarić Rakitić | 3–2                         | Eriksen Kjær Krohn-Dehli Schøne N. Jørgensen |

| Nyizsnyij Novgorod Stadion, Nyizsnyij Novgorod Nézőszám: 40 851 Játékvezető: Néstor Pitana (argentin) |

| 2018. július 2. 18:00 (16:00) |

| Brazília               | 2–0               | Mexikó |
| ---------------------- | ----------------- | ------ |
| Neymar 51' Firmino 88' | (0–0) Jegyzőkönyv |        |

| Szamara Aréna, Szamara Nézőszám: 41 970 Játékvezető: Gianluca Rocchi (olasz) |

| 2018. július 2. 21:00 (20:00) |

| Belgium                                  | 3–2               | Japán                  |
| ---------------------------------------- | ----------------- | ---------------------- |
| Vertonghen 69' Fellaini 74' Chadli 90+4' | (0–0) Jegyzőkönyv | Haragucsi 48' Inui 52' |

| Rosztov Aréna, Rosztov-na-Donu Nézőszám: 41 466 Játékvezető: Malang Diedhiou (szenegáli) |

| 2018. július 3. 17:00 (16:00) |

| Svédország   | 1–0               | Svájc      |
| ------------ | ----------------- | ---------- |
| Forsberg 66' | (0–0) Jegyzőkönyv | Lang 90+4′ |

| Kresztovszkij Stadion, Szentpétervár Nézőszám: 64 042 Játékvezető: Damir Skomina (szlovén) |

| 2018. július 3. 21:00 (20:00) |

| Kolumbia                               | 1–1 (h. u.)                 | Anglia                                |
| -------------------------------------- | --------------------------- | ------------------------------------- |
| Mina 90+3'                             | (0–0, 1–1, 1–1) Jegyzőkönyv | Kane 57' (11-esből)                   |
| Büntetőpárbaj                          |                             |                                       |
| Falcao Ju. Cuadrado Muriel Uribe Bacca | 3–4                         | Kane Rashford Henderson Trippier Dier |

| Otkrityije Aréna, Moszkva Nézőszám: 44 190 Játékvezető: Mark Geiger (amerikai) |

### Negyeddöntők
| 2018. július 6. 17:00 (16:00) |

| Uruguay | 0–2               | Franciaország            |
| ------- | ----------------- | ------------------------ |
|         | (0–1) Jegyzőkönyv | Varane 40' Griezmann 61' |

| Nyizsnyij Novgorod Stadion, Nyizsnyij Novgorod Nézőszám: 43 319 Játékvezető: Néstor Pitana (argentin) |

| 2018. július 6. 21:00 (20:00) |

| Brazília    | 1–2               | Belgium                               |
| ----------- | ----------------- | ------------------------------------- |
| Augusto 76' | (0–2) Jegyzőkönyv | Fernandinho 13' (öngól) De Bruyne 31' |

| Kazany Aréna, Kazany Nézőszám: 42 873 Játékvezető: Milorad Mažić (szerb) |

| 2018. július 7. 18:00 (16:00) |

| Svédország | 0–2               | Anglia               |
| ---------- | ----------------- | -------------------- |
|            | (0–1) Jegyzőkönyv | Maguire 30' Alli 59' |

| Szamara Aréna, Szamara Nézőszám: 39 991 Játékvezető: Björn Kuipers (holland) |

| 2018. július 7. 21:00 (20:00) |

| Oroszország                                    | 2–2 (h. u.)                 | Horvátország                         |
| ---------------------------------------------- | --------------------------- | ------------------------------------ |
| Cserisev 31' Fernandes 115'                    | (1–1, 1–1, 1–2) Jegyzőkönyv | Kramarić 39' Vida 101'               |
| Büntetőpárbaj                                  |                             |                                      |
| Szmolov Dzagojev Fernandes Ignasevics Kuzjajev | 3–4                         | Brozović Kovačić Modrić Vida Rakitić |

| Olimpiai Stadion, Szocsi Nézőszám: 44 287 Játékvezető: Sandro Ricci (brazil) |

### Elődöntők
| 2018. július 10. 21:00 (20:00) |

| Franciaország | 1–0               | Belgium |
| ------------- | ----------------- | ------- |
| Umtiti 51'    | (0–0) Jegyzőkönyv |         |

| Kresztovszkij Stadion, Szentpétervár Nézőszám: 64 286 Játékvezető: Andrés Cunha (uruguayi) |

| 2018. július 11. 21:00 (20:00) |

| Horvátország               | 2–1 (h. u.)                 | Anglia      |
| -------------------------- | --------------------------- | ----------- |
| Perišić 68' Mandžukić 109' | (0–1, 1–1, 1–1) Jegyzőkönyv | Trippier 5' |

| Luzsnyiki Stadion, Moszkva Nézőszám: 78 011 Játékvezető: Cüneyt Çakır (török) |

### Bronzmérkőzés
| 2018. július 14. 17:00 (16:00) |

| Belgium               | 2–0               | Anglia |
| --------------------- | ----------------- | ------ |
| Meunier 4' Hazard 82' | (1–0) Jegyzőkönyv |        |

| Kresztovszkij Stadion, Szentpétervár Nézőszám: 64 406 Játékvezető: Alirezá Fagáni (iráni) |

### Döntő
| 2018. július 15. 18:00 (17:00) |

| Franciaország                                                       | 4–2               | Horvátország              |
| ------------------------------------------------------------------- | ----------------- | ------------------------- |
| Mandžukić 18' (öngól) Griezmann 38' (11-esből) Pogba 59' Mbappé 65' | (2–1) Jegyzőkönyv | Perišić 28' Mandžukić 69' |

| Luzsnyiki Stadion, Moszkva Nézőszám: 78 011 Játékvezető: Néstor Pitana (argentin) |

| A 2018-as labdarúgó-világbajnokság győztese |
| ------------------------------------------- |
| · Franciaország · 2. cím                    |

## Gólszerzők
6 gólos
- Harry Kane

4 gólos
- Romelu Lukaku
- Antoine Griezmann
- Kylian Mbappé
- Gyenyisz Cserisev
- Cristiano Ronaldo

3 gólos
- Eden Hazard
- Mario Mandžukić
- Ivan Perišić
- Yerry Mina
- Artyom Dzjuba
- Diego Costa
- Edinson Cavani

2 gólos
- John Stones
- Sergio Agüero
- Mile Jedinak
- Philippe Coutinho
- Neymar
- Szon Hungmin
- Mohamed Szaláh
- Luka Modrić
- Inui Takasi
- Ahmed Musa
- Andreas Granqvist
- Vahbí Hazrí
- Luis Alberto Suárez

1 gólos
- Dele Alli
- Jesse Lingard
- Harry Maguire
- Kieran Trippier
- Ángel Di María
- Gabriel Mercado
- Lionel Messi
- Marcos Rojo
- Michy Batshuayi
- Nacer Chadli
- Kevin De Bruyne
- Marouane Fellaini
- Adnan Januzaj
- Dries Mertens
- Thomas Meunier
- Jan Vertonghen
- Renato Augusto
- Roberto Firmino
- Paulinho
- Thiago Silva
- Kendall Waston
- Christian Eriksen
- Mathias Jørgensen
- Yussuf Poulsen
- Kim Jonggvon
- Benjamin Pavard
- Paul Pogba
- Samuel Umtiti
- Raphaël Varane
- Milan Badelj
- Andrej Kramarić
- Ivan Rakitić
- Ante Rebić
- Domagoj Vida
- Karim Anszárifard
- Alfreð Finnbogason
- Gylfi Sigurðsson
- Haragucsi Genki
- Honda Keiszuke
- Kagava Sindzsi
- Ószako Júja
- Juan Cuadrado
- Radamel Falcao
- Juan Fernando Quintero
- Jan Bednarek
- Grzegorz Krychowiak
- Khalid Boutaïb
- Júszef el-Neszjrí
- Javier Hernández Balcázar
- Hirving Lozano
- Carlos Vela
- Toni Kroos
- Marco Reus
- Victor Moses
- Mário Fernandes
- Jurij Gazinszkij
- Alekszandr Golovin
- Felipe Baloy
- André Carrillo
- José Paolo Guerrero
- Pepe
- Ricardo Quaresma
- Iago Aspas
- Isco
- Nacho
- Josip Drmić
- Blerim Džemaili
- Xherdan Shaqiri
- Granit Xhaka
- Steven Zuber
- Ludwig Augustinsson
- Emil Forsberg
- Ola Toivonen
- Salem Al-Dawsari
- Salman Al-Faraj
- Sadio Mané
- M’Baye Niang
- Moussa Wagué
- Aleksandar Mitrović
- Aleksandar Kolarov
- Fakhreddine Ben Youssef
- Dylan Bronn
- Ferdzsání Szászí
- José María Giménez

1 öngólos
- Aziz Behich (Franciaország ellen)
- Fernandinho (Belgium ellen)
- Ahmed Fathi (Oroszország ellen)
- Mario Mandžukić (Franciaország ellen)
- Thiago Cionek (Szenegál ellen)
- Aziz Bouhaddouz (Irán ellen)
- Edson Álvarez (Svédország ellen)
- Oghenekaro Etebo (Horvátország ellen)
- Gyenyisz Cserisev (Uruguay ellen)
- Szergej Ignasevics (Spanyolország ellen)
- Yann Sommer (Costa Rica ellen)
- Yassine Meriah (Panama ellen)

## Lapok
Az alábbi, kinyitható táblázatban találhatók azok a játékosok, akik sárga vagy piros lapot kaptak.

Alapvető sorrend:
- kiállítások száma (csökkenő);
- második sárga lap miatti kiállítások száma (csökkenő);
- sárga lapok száma (csökkenő);
- országnév;
- játékosnév.

| Játékos                          | Ország        | kiállítva | sárga lap · 2. sárga lap · kiállítva | Sárga lap | Összesen |
| -------------------------------- | ------------- | --------- | ------------------------------------ | --------- | -------- |
| Carlos Sánchez                   | Kolumbia      | 1         |                                      | 1         | 2        |
| Michael Lang                     | Svájc         | 1         |                                      |           | 1        |
| Jérôme Boateng                   | Németország   |           | 1                                    |           | 1        |
| Igor Alekszandrovics Szmolnyikov | Oroszország   |           | 1                                    |           | 1        |
| Sebastian Larsson                | Svédország    |           |                                      | 3         | 3        |
| Harry Maguire                    | Anglia        |           |                                      | 2         | 2        |
| Kyle Walker                      | Anglia        |           |                                      | 2         | 2        |
| Éver Banega                      | Argentína     |           |                                      | 2         | 2        |
| Javier Mascherano                | Argentína     |           |                                      | 2         | 2        |
| Nicolás Otamendi                 | Argentína     |           |                                      | 2         | 2        |
| Toby Alderweireld                | Belgium       |           |                                      | 2         | 2        |
| Thomas Meunier                   | Belgium       |           |                                      | 2         | 2        |
| Jan Vertonghen                   | Belgium       |           |                                      | 2         | 2        |
| Casemiro                         | Brazília      |           |                                      | 2         | 2        |
| Mathias Jørgensen                | Dánia         |           |                                      | 2         | 2        |
| Yussuf Poulsen                   | Dánia         |           |                                      | 2         | 2        |
| Csong Ujong                      | Dél-Korea     |           |                                      | 2         | 2        |
| Lucas Hernández                  | Franciaország |           |                                      | 2         | 2        |
| N’Golo Kanté                     | Franciaország |           |                                      | 2         | 2        |
| Blaise Matuidi                   | Franciaország |           |                                      | 2         | 2        |
| Kylian Mbappé                    | Franciaország |           |                                      | 2         | 2        |
| Marcelo Brozović                 | Horvátország  |           |                                      | 2         | 2        |
| Mario Mandžukić                  | Horvátország  |           |                                      | 2         | 2        |
| Ante Rebić                       | Horvátország  |           |                                      | 2         | 2        |
| Šime Vrsaljko                    | Horvátország  |           |                                      | 2         | 2        |
| Wílmar Barrios                   | Kolumbia      |           |                                      | 2         | 2        |
| Karim el-Ahmadi                  | Marokkó       |           |                                      | 2         | 2        |
| Héctor Herrera                   | Mexikó        |           |                                      | 2         | 2        |
| Héctor Moreno                    | Mexikó        |           |                                      | 2         | 2        |
| Jurij Alekszandrovics Gazinszkij | Oroszország   |           |                                      | 2         | 2        |
| Armando Cooper                   | Panama        |           |                                      | 2         | 2        |
| Michael Murillo                  | Panama        |           |                                      | 2         | 2        |
| Cristiano Ronaldo                | Portugália    |           |                                      | 2         | 2        |
| Valon Behrami                    | Svájc         |           |                                      | 2         | 2        |
| Stephan Lichtsteiner             | Svájc         |           |                                      | 2         | 2        |
| Fabian Schär                     | Svájc         |           |                                      | 2         | 2        |
| Mikael Lustig                    | Svédország    |           |                                      | 2         | 2        |
| M’Baye Niang                     | Szenegál      |           |                                      | 2         | 2        |
| Nemanja Matić                    | Szerbia       |           |                                      | 2         | 2        |
| Aleksandar Mitrović              | Szerbia       |           |                                      | 2         | 2        |
| Ferdzsání Szászí                 | Tunézia       |           |                                      | 2         | 2        |
| Rodrigo Bentancur                | Uruguay       |           |                                      | 2         | 2        |
| Jordan Henderson                 | Anglia        |           |                                      | 1         | 1        |
| Jesse Lingard                    | Anglia        |           |                                      | 1         | 1        |
| Ruben Loftus-Cheek               | Anglia        |           |                                      | 1         | 1        |
| John Stones                      | Anglia        |           |                                      | 1         | 1        |
| Marcos Acuña                     | Argentína     |           |                                      | 1         | 1        |
| Gabriel Mercado                  | Argentína     |           |                                      | 1         | 1        |
| Lionel Messi                     | Argentína     |           |                                      | 1         | 1        |
| Marcos Rojo                      | Argentína     |           |                                      | 1         | 1        |
| Nicolás Tagliafico               | Argentína     |           |                                      | 1         | 1        |
| Daniel Arzani                    | Ausztrália    |           |                                      | 1         | 1        |
| Aziz Behich                      | Ausztrália    |           |                                      | 1         | 1        |
| Mile Jedinak                     | Ausztrália    |           |                                      | 1         | 1        |
| Mathew Leckie                    | Ausztrália    |           |                                      | 1         | 1        |
| Mark Milligan                    | Ausztrália    |           |                                      | 1         | 1        |
| Josh Risdon                      | Ausztrália    |           |                                      | 1         | 1        |
| Tom Rogic                        | Ausztrália    |           |                                      | 1         | 1        |
| Kevin De Bruyne                  | Belgium       |           |                                      | 1         | 1        |
| Leander Dendoncker               | Belgium       |           |                                      | 1         | 1        |
| Eden Hazard                      | Belgium       |           |                                      | 1         | 1        |
| Youri Tielemans                  | Belgium       |           |                                      | 1         | 1        |
| Axel Witsel                      | Belgium       |           |                                      | 1         | 1        |
| Philippe Coutinho                | Brazília      |           |                                      | 1         | 1        |
| Fagner Conserva Lemos            | Brazília      |           |                                      | 1         | 1        |
| Fernandinho                      | Brazília      |           |                                      | 1         | 1        |
| Filipe Luís                      | Brazília      |           |                                      | 1         | 1        |
| Neymar                           | Brazília      |           |                                      | 1         | 1        |
| Johnny Acosta                    | Costa Rica    |           |                                      | 1         | 1        |
| Francisco Calvo                  | Costa Rica    |           |                                      | 1         | 1        |
| Joel Campbell                    | Costa Rica    |           |                                      | 1         | 1        |
| Cristian Gamboa                  | Costa Rica    |           |                                      | 1         | 1        |
| David Guzmán                     | Costa Rica    |           |                                      | 1         | 1        |
| Kendall Waston                   | Costa Rica    |           |                                      | 1         | 1        |
| Thomas Delaney                   | Dánia         |           |                                      | 1         | 1        |
| Pione Sisto                      | Dánia         |           |                                      | 1         | 1        |
| Hvang Hicshan                    | Dél-Korea     |           |                                      | 1         | 1        |
| I Dzseszong                      | Dél-Korea     |           |                                      | 1         | 1        |
| I Jong                           | Dél-Korea     |           |                                      | 1         | 1        |
| I Szungu                         | Dél-Korea     |           |                                      | 1         | 1        |
| Kim Jonggvon                     | Dél-Korea     |           |                                      | 1         | 1        |
| Kim Sinuk                        | Dél-Korea     |           |                                      | 1         | 1        |
| Mun Szonmin                      | Dél-Korea     |           |                                      | 1         | 1        |
| Szon Hungmin                     | Dél-Korea     |           |                                      | 1         | 1        |
| Ahmed Fathi                      | Egyiptom      |           |                                      | 1         | 1        |
| Ali Gabr                         | Egyiptom      |           |                                      | 1         | 1        |
| Ahmed Hegázi                     | Egyiptom      |           |                                      | 1         | 1        |
| Sam Morsy                        | Egyiptom      |           |                                      | 1         | 1        |
| Trézéguet                        | Egyiptom      |           |                                      | 1         | 1        |
| Olivier Giroud                   | Franciaország |           |                                      | 1         | 1        |
| Benjamin Pavard                  | Franciaország |           |                                      | 1         | 1        |
| Paul Pogba                       | Franciaország |           |                                      | 1         | 1        |
| Corentin Tolisso                 | Franciaország |           |                                      | 1         | 1        |
| Tin Jedvaj                       | Horvátország  |           |                                      | 1         | 1        |
| Dejan Lovren                     | Horvátország  |           |                                      | 1         | 1        |
| Josip Pivarić                    | Horvátország  |           |                                      | 1         | 1        |
| Marko Pjaca                      | Horvátország  |           |                                      | 1         | 1        |
| Ivan Rakitić                     | Horvátország  |           |                                      | 1         | 1        |
| Ivan Strinić                     | Horvátország  |           |                                      | 1         | 1        |
| Domagoj Vida                     | Horvátország  |           |                                      | 1         | 1        |
| Vahid Amiri                      | Irán          |           |                                      | 1         | 1        |
| Karim Anszárifard                | Irán          |           |                                      | 1         | 1        |
| Sardar Azmoun                    | Irán          |           |                                      | 1         | 1        |
| Alirezá Dzsahánbahs              | Irán          |           |                                      | 1         | 1        |
| Omid Ebrahimi                    | Irán          |           |                                      | 1         | 1        |
| Ehszán Hádzsszafi                | Irán          |           |                                      | 1         | 1        |
| Maszud Sodzsaei                  | Irán          |           |                                      | 1         | 1        |
| Alfreð Finnbogason               | Izland        |           |                                      | 1         | 1        |
| Emil Hallfreðsson                | Izland        |           |                                      | 1         | 1        |
| Birkir Már Sævarsson             | Izland        |           |                                      | 1         | 1        |
| Haszebe Makoto                   | Japán         |           |                                      | 1         | 1        |
| Inui Takasi                      | Japán         |           |                                      | 1         | 1        |
| Kavasima Eidzsi                  | Japán         |           |                                      | 1         | 1        |
| Makino Tomoaki                   | Japán         |           |                                      | 1         | 1        |
| Sibaszaki Gaku                   | Japán         |           |                                      | 1         | 1        |
| Santiago Arias                   | Kolumbia      |           |                                      | 1         | 1        |
| Carlos Bacca                     | Kolumbia      |           |                                      | 1         | 1        |
| Juan Cuadrado                    | Kolumbia      |           |                                      | 1         | 1        |
| Radamel Falcao                   | Kolumbia      |           |                                      | 1         | 1        |
| Johan Mojica                     | Kolumbia      |           |                                      | 1         | 1        |
| James Rodríguez                  | Kolumbia      |           |                                      | 1         | 1        |
| Jan Bednarek                     | Lengyelország |           |                                      | 1         | 1        |
| Jacek Góralski                   | Lengyelország |           |                                      | 1         | 1        |
| Grzegorz Krychowiak              | Lengyelország |           |                                      | 1         | 1        |
| Nordin Amrabat                   | Marokkó       |           |                                      | 1         | 1        |
| Mehdi Benatija                   | Marokkó       |           |                                      | 1         | 1        |
| Mubárak Busszufa                 | Marokkó       |           |                                      | 1         | 1        |
| Manuel da Costa                  | Marokkó       |           |                                      | 1         | 1        |
| Achraf Hakimi                    | Marokkó       |           |                                      | 1         | 1        |
| Munir Mohamedi                   | Marokkó       |           |                                      | 1         | 1        |
| Edson Álvarez                    | Mexikó        |           |                                      | 1         | 1        |
| Jesús Gallardo                   | Mexikó        |           |                                      | 1         | 1        |
| Andrés Guardado                  | Mexikó        |           |                                      | 1         | 1        |
| Miguel Layún                     | Mexikó        |           |                                      | 1         | 1        |
| Carlos Salcedo                   | Mexikó        |           |                                      | 1         | 1        |
| Mats Hummels                     | Németország   |           |                                      | 1         | 1        |
| Thomas Müller                    | Németország   |           |                                      | 1         | 1        |
| Leon Balogun                     | Nigéria       |           |                                      | 1         | 1        |
| Brian Idowu                      | Nigéria       |           |                                      | 1         | 1        |
| John Obi Mikel                   | Nigéria       |           |                                      | 1         | 1        |
| William Troost-Ekong             | Nigéria       |           |                                      | 1         | 1        |
| Alekszandr Szergejevics Golovin  | Oroszország   |           |                                      | 1         | 1        |
| Ilja Olegovics Kutyepov          | Oroszország   |           |                                      | 1         | 1        |
| Fjodor Mihajlovics Szmolov       | Oroszország   |           |                                      | 1         | 1        |
| Roman Szergejevics Zobnyin       | Oroszország   |           |                                      | 1         | 1        |
| Ricardo Ávila                    | Panama        |           |                                      | 1         | 1        |
| Edgar Barcenas                   | Panama        |           |                                      | 1         | 1        |
| Eric Davis                       | Panama        |           |                                      | 1         | 1        |
| Fidel Escobar                    | Panama        |           |                                      | 1         | 1        |
| Aníbal Cesis Godoy               | Panama        |           |                                      | 1         | 1        |
| Gabriel Enrique Gómez            | Panama        |           |                                      | 1         | 1        |
| Luis Tejada                      | Panama        |           |                                      | 1         | 1        |
| Pedro Aquino                     | Peru          |           |                                      | 1         | 1        |
| José Paolo Guerrero              | Peru          |           |                                      | 1         | 1        |
| Paolo Hurtado                    | Peru          |           |                                      | 1         | 1        |
| Renato Tapia                     | Peru          |           |                                      | 1         | 1        |
| Yoshimar Yotún                   | Peru          |           |                                      | 1         | 1        |
| Bruno Fernandes                  | Portugália    |           |                                      | 1         | 1        |
| Raphaël Guerreiro                | Portugália    |           |                                      | 1         | 1        |
| Ricardo Quaresma                 | Portugália    |           |                                      | 1         | 1        |
| Adrien Silva                     | Portugália    |           |                                      | 1         | 1        |
| Cédric Soares                    | Portugália    |           |                                      | 1         | 1        |
| Sergio Busquets                  | Spanyolország |           |                                      | 1         | 1        |
| Gerard Piqué                     | Spanyolország |           |                                      | 1         | 1        |
| Xherdan Shaqiri                  | Svájc         |           |                                      | 1         | 1        |
| Granit Xhaka                     | Svájc         |           |                                      | 1         | 1        |
| Denis Zakaria                    | Svájc         |           |                                      | 1         | 1        |
| Viktor Claesson                  | Svédország    |           |                                      | 1         | 1        |
| Albin Ekdal                      | Svédország    |           |                                      | 1         | 1        |
| John Guidetti                    | Svédország    |           |                                      | 1         | 1        |
| Taisir Al-Jassim                 | Szaúd-Arábia  |           |                                      | 1         | 1        |
| Idrissa Gueye                    | Szenegál      |           |                                      | 1         | 1        |
| Cheikh N’Doye                    | Szenegál      |           |                                      | 1         | 1        |
| Youssouf Sabaly                  | Szenegál      |           |                                      | 1         | 1        |
| Salif Sané                       | Szenegál      |           |                                      | 1         | 1        |
| Branislav Ivanović               | Szerbia       |           |                                      | 1         | 1        |
| Adem Ljajić                      | Szerbia       |           |                                      | 1         | 1        |
| Sergej Milinković-Savić          | Szerbia       |           |                                      | 1         | 1        |
| Luka Milivojević                 | Szerbia       |           |                                      | 1         | 1        |
| Aleksandar Prijović              | Szerbia       |           |                                      | 1         | 1        |
| Anice Badri                      | Tunézia       |           |                                      | 1         | 1        |
| Ghailene Chaalali                | Tunézia       |           |                                      | 1         | 1        |
| Cristian Rodríguez               | Uruguay       |           |                                      | 1         | 1        |

## Díjak
A FIFA a következő díjakat osztotta ki a világbajnokság után:
Fair Play-díj
A FIFA Fair Play-díjat annak a csapat tagjai kapták, amely a Fair Play-verseny első helyén végzett. A díjon kívül 50 000 dollár jutalomban is részesültek, amelyet utánpótlás-nevelésre használhattak fel.
Arany-, Ezüst- és Bronzcipő
Az Aranycipő díjat az a játékos kapta, aki a legtöbb gólt szerezte a világbajnokságon. Ha két vagy több játékos ugyanannyi gólt ért el, akkor a gólpasszok száma döntött (a FIFA Technikai Bizottságának döntése alapján). Ha ez is egyenlő, akkor a játszott percek számítottak, a kevesebb időt pályán töltött játékos végzett előrébb. Az Ezüst- és Bronzcipő díjat a második és harmadik helyen végzett játékosok kapták.
Arany-, Ezüst- és Bronzlabda
Az Aranylabda díjat a FIFA Technikai Bizottsága által megválasztott legjobb játékos kapta. Az Ezüst- és Bronzlabda díjat a második és harmadik helyen végzett játékosok kapták.
Aranykesztyű
Az Aranykesztyű díjat a FIFA Technikai Bizottsága által megválasztott legjobb kapus kapta.
Legjobb fiatal játékos
A FIFA különdíjjal jutalmazta a legjobb fiatal játékost a FIFA Technikai Bizottságának döntése alapján.
| Aranycipő              | Ezüstcipő         | Bronzcipő         |
| ---------------------- | ----------------- | ----------------- |
| Harry Kane             | Antoine Griezmann | Romelu Lukaku     |
| 6 gólos                | 4 gólos           | 4 gólos           |
| Aranylabda             | Ezüstlabda        | Bronzlabda        |
| Luka Modrić            | Eden Hazard       | Antoine Griezmann |
| Aranykesztyű           |                   |                   |
| Thibaut Courtois       |                   |                   |
| Legjobb fiatal játékos |                   |                   |
| Kylian Mbappé          |                   |                   |
| FIFA Fair Play-díj     |                   |                   |
| Spanyolország          |                   |                   |

## Végeredmény

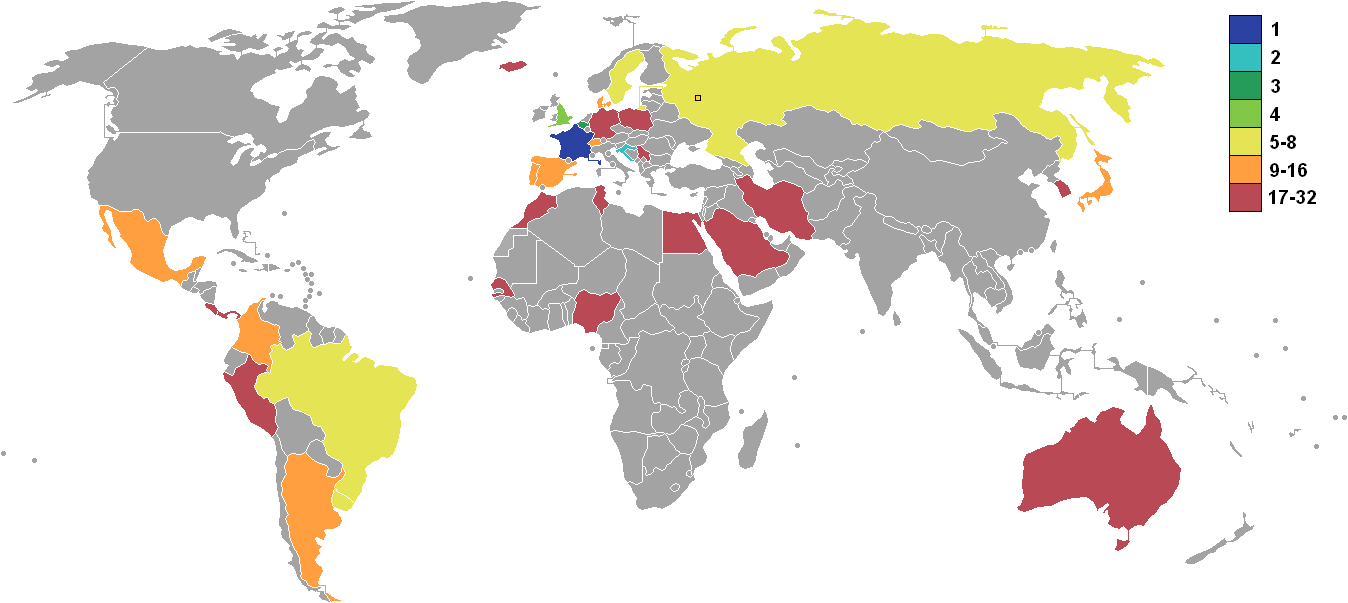
A 2018-as labdarúgó-világbajnokságon részt vevő országok helyezései

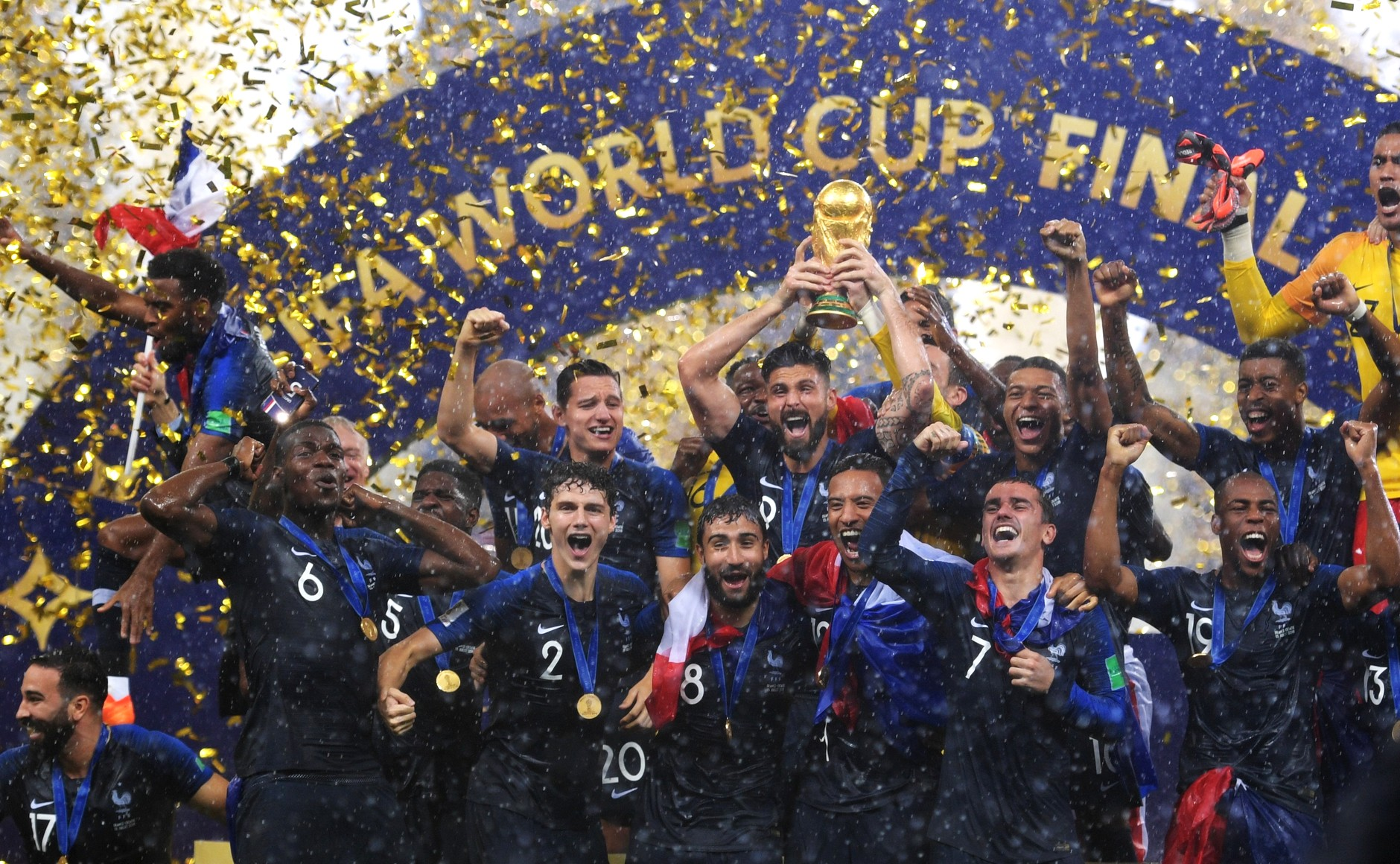
Magasba emelt trófeával ünnepelnek
július 15-én a győztes francia csapat tagjai

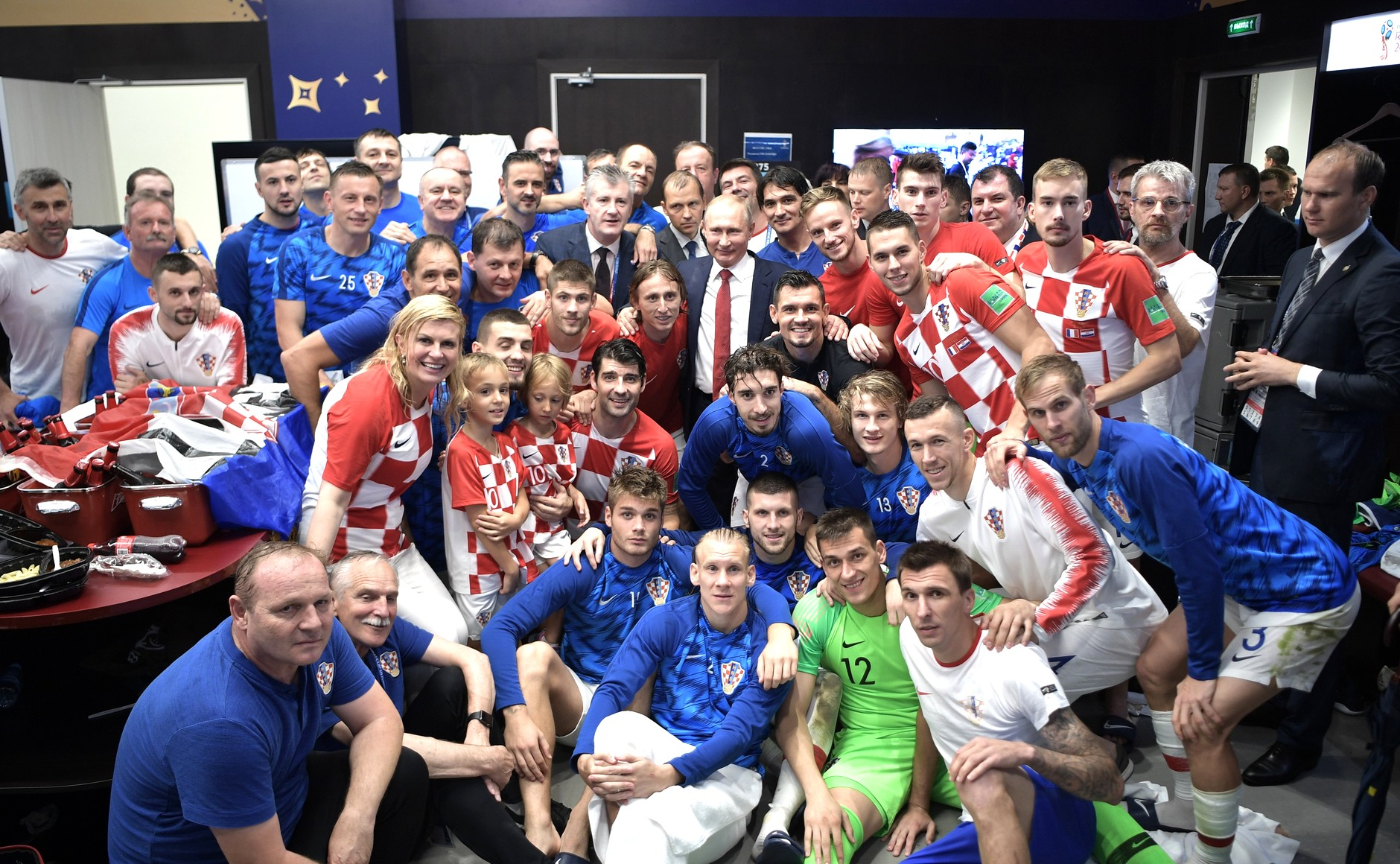
Az ezüstérmes horvát csapat Kolinda Grabar-Kitarović horvát és Vlagyimir Putyin orosz államfővel

Az első négy helyezett utáni sorrend nem tekinthető hivatalosnak, mivel ezekért a helyekért nem játszottak mérkőzéseket. Ezért e helyezések meghatározása a következők szerint történt:
1. több szerzett pont (a 11-esekkel eldöntött találkozók a hosszabbítást követő eredménnyel, döntetlenként szerepelnek),
2. jobb gólkülönbség,
3. több szerzett gól,
4. név.

| Hely. | Csapat          | M | Gy | D | V | G+ | G– | Gk  | P  |
| ----- | --------------- | - | -- | - | - | -- | -- | --- | -- |
|       | Franciaország   | 7 | 6  | 1 | 0 | 14 | 6  | +8  | 19 |
|       | Horvátország    | 7 | 4  | 2 | 1 | 14 | 9  | +5  | 14 |
|       | Belgium         | 7 | 6  | 0 | 1 | 16 | 6  | +10 | 18 |
| 4.    | Anglia          | 7 | 3  | 1 | 3 | 12 | 8  | +4  | 10 |
|       |                 |   |    |   |   |    |    |     |    |
| 5.    | Uruguay         | 5 | 4  | 0 | 1 | 7  | 3  | +4  | 12 |
| 6.    | Brazília        | 5 | 3  | 1 | 1 | 8  | 3  | +5  | 10 |
| 7.    | Svédország      | 5 | 3  | 0 | 2 | 6  | 4  | +2  | 9  |
| 8.    | Oroszország (R) | 5 | 2  | 2 | 1 | 11 | 7  | +4  | 8  |
|       |                 |   |    |   |   |    |    |     |    |
| 9.    | Kolumbia        | 4 | 2  | 1 | 1 | 6  | 3  | +3  | 7  |
| 10.   | Spanyolország   | 4 | 1  | 3 | 0 | 7  | 6  | +1  | 6  |
| 11.   | Dánia           | 4 | 1  | 3 | 0 | 3  | 2  | +1  | 6  |
| 12.   | Mexikó          | 4 | 2  | 0 | 2 | 3  | 6  | −3  | 6  |
| 13.   | Portugália      | 4 | 1  | 2 | 1 | 6  | 6  | 0   | 5  |
| 14.   | Svájc           | 4 | 1  | 2 | 1 | 5  | 5  | 0   | 5  |
| 15.   | Japán           | 4 | 1  | 1 | 2 | 6  | 7  | −1  | 4  |
| 16.   | Argentína       | 4 | 1  | 1 | 2 | 6  | 9  | −3  | 4  |
|       |                 |   |    |   |   |    |    |     |    |
| 17.   | Szenegál        | 3 | 1  | 1 | 1 | 4  | 4  | 0   | 4  |
| 18.   | Irán            | 3 | 1  | 1 | 1 | 2  | 2  | 0   | 4  |
| 19.   | Dél-Korea       | 3 | 1  | 0 | 2 | 3  | 3  | 0   | 3  |
| 20.   | Peru            | 3 | 1  | 0 | 2 | 2  | 2  | 0   | 3  |
| 21.   | Nigéria         | 3 | 1  | 0 | 2 | 3  | 4  | −1  | 3  |
| 22.   | Németország     | 3 | 1  | 0 | 2 | 2  | 4  | −2  | 3  |
| 23.   | Szerbia         | 3 | 1  | 0 | 2 | 2  | 4  | −2  | 3  |
| 24.   | Tunézia         | 3 | 1  | 0 | 2 | 5  | 8  | −3  | 3  |
| 25.   | Lengyelország   | 3 | 1  | 0 | 2 | 2  | 5  | −3  | 3  |
| 26.   | Szaúd-Arábia    | 3 | 1  | 0 | 2 | 2  | 7  | −5  | 3  |
| 27.   | Marokkó         | 3 | 0  | 1 | 2 | 2  | 4  | −2  | 1  |
| 28.   | Izland          | 3 | 0  | 1 | 2 | 2  | 5  | −3  | 1  |
| 29.   | Costa Rica      | 3 | 0  | 1 | 2 | 2  | 5  | −3  | 1  |
| 30.   | Ausztrália      | 3 | 0  | 1 | 2 | 2  | 5  | −3  | 1  |
| 31.   | Egyiptom        | 3 | 0  | 0 | 3 | 2  | 6  | −4  | 0  |
| 32.   | Panama          | 3 | 0  | 0 | 3 | 2  | 11 | −9  | 0  |

## Történelmi események, rekordok
- Izland és Panama válogatottjai először jutottak ki a világbajnokságra történetük során.[99][100] Izland a legkisebb népességű ország, amely eddig részt vett labdarúgó-vb-n.[101]
- Az Oroszország–Szaúd-Arábia nyitómérkőzés 5–0-s végeredménye új rekord, az előző vb-ken még nem volt ilyen különbségű győzelem egy nyitómérkőzésen.[102]
- Cristiano Ronaldo a Spanyolország–Portugália (3–3) mérkőzésen 3 gólt szerzett. Az első portugál játékos lett, aki négy világbajnokságon pályára lépett. Ő lett a vb-k negyedik olyan játékosa, aki négy különböző világbajnokságon is gólt szerzett.[103] Az első olyan játékos lett, aki nyolc egymást követő világbajnokságon vagy Európa-bajnokságon gólt szerzett.[104] Ronaldo 33 évesen és 130 naposan a legidősebb játékos lett a vb-k történetében, aki három gólt szerzett egy mérkőzésen. A korábbi rekorder a holland Rob Rensenbrink volt, aki 30 évesen és 335 naposan szerzett 4 gólt az 1978-as vb-n Irán ellen.[105]
- Irán úgy nyerte meg 1–0-ra Marokkó elleni mérkőzését, hogy a második félidőben egyetlen egyszer sem találta el az ellenfél kapuját (Marokkó egyik cseréje, Aziz Bouhaddouz öngólt vétett, ezzel nyertek az irániak). Korábban sohasem fordult elő, hogy egy csapat úgy szerezzen gólt egy adott félidőben, hogy önerőből egyszer sem találja el az ellenfele kapuját. Bouhaddouz öngólja egyben a vb-k történetének legkésőbb vétett öngólja: a marokkói játékos a 95. percben fejelt saját kapujába.
- Szintén a Marokkó–Irán mérkőzésen történt meg továbbá először a vb-k története folyamán, hogy egy játékost saját testvére váltson egy csere alkalmával: Nordin Amrabat helyére öccse, Szofjan Amrabat érkezett a 76. percben.[106]
- A Franciaország–Ausztrália mérkőzésen a vb-k első videóbírós büntetőjét ítélték meg.[107]
- Izland első világbajnoki gólját Alfreð Finnbogason szerezte Argentína ellen.[108]
- Nigéria az első olyan csapat a vb-k történetében, amely egymás után két öngólt vétett világbajnoki mérkőzéseken. 2014-ben a nyolcaddöntőben Franciaország ellen (2–0) egy öngól volt az utolsó gól, amit kaptak, 2018-ban az első mérkőzésükön Horvátország ellen (2–0) az első kapott góljuk is öngól volt.[109][110][111]
- A Horvátország–Nigéria mérkőzésen a horvát Luka Modrić szerezte a vb-k történetének 2400. gólját.[112]
- Valon Behrami lett az első svájci játékos, aki négy világbajnokságon pályára lépett.[113]
- Németország vb-címvédőként először vesztette el az első mérkőzését a vb-k történetében. Korábban 1958-ban 3–1-re nyertek Argentína ellen, 1978-ban 0–0-t játszottak Lengyelországgal, 1994-ben 1–0-ra nyertek Bolívia ellen.[114] Ez volt a harmadik egymást követő olyan világbajnokság, amelyen a címvédő nem tudta megnyerni az első mérkőzését. 2010-ben Olaszország 1–1-et játszott Új-Zélanddal, 2014-ben Spanyolország 5–1-re kapott ki Hollandiától.[115]
- A mexikói Rafael Márquez a harmadik olyan játékos lett a mexikói Antonio Carbajal és a német Lothar Matthäus után, aki öt világbajnokságon pályára lépett.[115]
- Japán Kolumbia legyőzésével (2–1) az első olyan ázsiai csapat lett a világbajnokságokon, amely egy dél-amerikai csapatot győzött le.[116]
- Thiago Cionek az első lengyel játékos, aki öngólt szerzett a világbajnokságok történetében a Lengyelország–Szenegál (1–2) mérkőzésen.[117]
- Oroszország 1966 óta (akkor még Szovjetunióként szerepelt) először nyerte meg első két mérkőzését. A Szovjetunió felbomlása óta először jutottak tovább a csoportkörből.[118][119][120]
- A Portugália–Marokkó (1–0) mérkőzésen Cristiano Ronaldo egy gólt szerzett. Az első olyan portugál játékos lett José Torres (1966) óta, aki fejjel, bal lábbal és jobb lábbal is gólt szerzett ugyanazon a világbajnokságon. Az első olyan játékos lett az orosz Oleg Szalenko (1994) óta, aki 5 egymást követő gólt szerzett a csapatának a világbajnokságon.[121] A belga Romelu Lukaku később szintén gólt tudott szerezni fejjel, bal lábbal és jobb lábbal is.
- A világbajnokság első 27 mérkőzésén volt legalább egy gól, amely új rekord. Korábban az 1954-es világbajnokságon 26 mérkőzésen volt gól, de akkor az egész világbajnokság 26 mérkőzésből állt.[122] Az első 0–0 a hivatalosan 37.-nek számozott Dánia–Franciaország mérkőzésen volt.
- Toni Kroos a Németország–Svédország mérkőzésen a 95. percben talált a kapuba (egészen pontosan 94:42-kor), ezzel a vb-k történetében ő lőtte a legkésőbb esett gólt rögzített helyzetből. Ezen a mérkőzésen tört meg továbbá a leghosszabb német "gólcsend" a világbajnokságokon, a hosszabbításokat nem számítva összesen 138 percet (90+48) kellett várni az első német gólra a tornán. Ez a rekord korábban 135 perc volt, 1962-ből. A gól Németország legkésőbb szerzett gólja a világbajnokságokon. Érdekesség még, hogy a június 23-i játéknapon a három lejátszott mérkőzésen összesen négy gól született a 90. perc után.[123][124]
- Anglia Panama ellen 6–1-re győzött, amely Anglia legnagyobb különbségű győzelme lett a vb-k történetében és először szereztek 6 gólt egy vb-meccsen.[125][126]
- Panama első világbajnoki gólját Felipe Baloy szerezte Anglia ellen.[127] Mindkét újonc csapat (Izland és Panama) szerzett gólt első világbajnoki szereplése során.
- Honda Keiszuke lett az első japán játékos, aki három különböző világbajnokságon is gólt szerzett.[128]
- A szenegáli Moussa Wagué a Japán ellen lőtt góljával a világbajnokságok történetének legfiatalabb afrikai gólszerzője lett.[128]
- Fernando Muslera az Uruguay-Oroszország csoportmérkőzésen tizennegyedik világbajnoki mérkőzésén lépett pályára, ezzel pedig hazája csúcstartója lett ebben az összevetésben.[129]
- Az egyiptomi Eszám el-Hadari a Szaúd-Arábia elleni csoportmérkőzésen pályára lépve a világbajnokságok történetének legidősebb játékosa lett 45 évesen és 162 naposan.[130] Ugyanezen a mérkőzésen Egyiptom 1934 után először szerzett akciógólt a világbajnokságokon.[131]
- Az Irán–Portugália mérkőzésen Portugáliának ítélték meg a világbajnokság 19. büntetőjét, összesen 29 darab volt, amely új rekord. Korábban a 2002-es vb-n összesen 18 büntetőt ítéltek meg a játékvezetők.[132]
- Az argentin Lionel Messi az első játékos lett, aki 20 éves kor alatt (2006), 20 és 30 éves kor között (2014), illetve 30 éves kor fölött (2018) is gólt szerzett a világbajnokságokon.[133]
- Németország 1938 után először esett ki az első fordulóban. Ugyanakkor amióta az első fordulót csoportkörös formátumban bonyolítják le, ez az első eset, hogy Németország, illetve az NSZK a csoportkörben esett ki (egyben először végeztek csoportjuk utolsó helyén). A Dél-Korea elleni második gól (95:52) volt a legkésőbbi, amelyet Németország kapott a rendes játékidőben.[134] Ez volt az első eset, hogy a német válogatott úgy távozzon egy világbajnokságról, hogy nem szerzett az első félidőben gólt egyik mérkőzésén sem. A mindössze két rúgott gól szintén negatív rekord a németek vb-szereplésének történetében, korábban sohasem fejezték be világbajnoki szereplésüket ennyire kevés rúgott góllal.
- A mexikói Jesús Gallardo a Svédország elleni csoportmérkőzésen a világbajnokságok történetének legkorábbi sárga lapját (ezzel egyben a legkorábbi színes lapját) kapta. A játékvezető a mérkőzés kezdete után mindössze 15 másodperccel mutatta fel neki a sárga lapot, miután Gallardo lekönyökölte a svéd Ola Toivonent.[135] Ugyanezen a mérkőzésen a mexikói Edson Álvarez öngólja új rekordot jelentett, miután a tornán ez volt a hetedik saját kapuba juttatott labda.[136] A tornán összesen 12 öngól esett.
- A tunéziai Fakhreddine Ben Youssef Panama ellen a labdarúgó-világbajnokságok történetének 2500. gólját szerezte.[137][138]
- Az argentin Javier Mascherano 7. sárga lapját szerezte a világbajnokságokon a Franciaország ellen elveszített nyolcaddöntőben. Korábban egyetlen játékos sem szerzett hét sárga lapot világbajnoki mérkőzései során.[139]
- A világbajnokság során mindössze a Dánia–Franciaország találkozó hozott gól nélküli döntetlent. Ennyire kevés gól nélküli mérkőzésre utoljára 1954-ben volt példa (akkor egyetlen mérkőzés sem zárult gól nélkül), amióta pedig 32 csapat játszik egy világbajnokságon, még egyszer sem.
- Az Oroszország-Spanyolország negyeddöntő-mérkőzésen a saját kapujába találó Szergej Ignasevics lett a vb-k történetének legidősebb öngólt vétő játékosa 38 évesen és 352 naposan. Ugyanezen találkozó hosszabbításában ejtették meg a vb-k történetének első negyedik cseréjét, egy csapatot figyelembe véve. A 97. percben Daler Kuzjajevet Alekszandr Jerohin váltotta.[140] A FIFA statisztikái szerint a spanyol csapat 1137 passzkísérletéből 1029 volt sikeres, ami új rekord a vb-k történetében.[141]
- A Belgium–Japán nyolcaddöntőben Jan Vertonghen 18,6 méter távolságról fejelt gólt, ami új rekord a vb-k történetében.[142]
- Anglia a vb-k történetében először nyert büntetőpárbajt, amikor a nyolcaddöntőben legyőzte Kolumbiát.[143]
- Horvátország története során először jutott a világbajnokság döntőjébe. Emellett Horvátország az első olyan csapat, amely három hosszabbításos mérkőzés után jutott vb-döntőbe. Ezenkívül Horvátország Uruguay után a legkisebb népességű döntőbe jutott ország 4,2 milliós lélekszámával.[144] Az Anglia elleni elődöntőben továbbá egyedülálló módon Horvátország egyetlen cserét sem bonyolított le a rendes játékidőben.
- A döntőben Mario Mandžukić öngólja a világbajnokságok döntőinek történetének első öngólja lett.[145]

## Magyar közvetítések
A világbajnokság összes mérkőzését élőben közvetítette az M4 Sport (a csoportkör harmadik körében, a párhuzamos csoportmérkőzések idején az egyik mérkőzést az M4 Sport, a másikat pedig a Duna adta). A mérkőzéseket felvezető műsor előzte meg, félidőben és a mérkőzések után pedig összefoglalót láthattak a nézők. A műsorvezetők Petrovics-Mérei Andrea, Berkesi Judit és Molnár Mátyás voltak.
A világbajnokságot öt magyar kommentátor közvetítette a helyszínekről: Hajdú B. István, Knézy Jenő, Lukács Viktor, Ujvári Máté és Varga Ákos. A döntőt Hajdú B. István közvetítette. Az Anglia–Panama csoportmérkőzést eredetileg Knézy Jenő közvetítette volna, neki azonban törölték a Nyizsnyij Novgorodba tartó repülőgépét, így a mérkőzést Székely Dávid kommentálásával közvetítette az M4 Sport Budapestről.